# 雅克-路易·大卫
雅克-路易·大衛（法語：Jacques-Louis David，法語：[ʒak lwi david]，1748年8月30日—1825年12月29日），又譯達維特，法國畫家，新古典主義畫派的奠基人和傑出代表，他在1780年代繪成的一系列歷史畫標誌著當代藝術由洛可可風格向古典主義的轉變。 他是當代最著名的藝術家之一，有大量的學生。
除去在藝術領域的建樹之外，他還是羅伯斯庇爾的朋友、雅各賓派的一員，活躍于法國大革命之中。羅伯斯庇爾失勢之後，又投靠拿破侖。拿破侖失勢之後就自我流放到布魯塞爾，並終老于此。

## 生平
他生於巴黎的一個富人家庭，16歲時考入皇家繪畫雕塑院學習，因為連續三年在比賽中沒有取上名次，幾乎要自殺，直到1774年獲羅馬獎，1775年前往意大利研究藝術受古羅馬和意大利文藝復興時期的藝術影響，對古典主義發生興趣，1780年回國，1784年成為皇家藝術院院士，當年又去羅馬，創作了《荷拉斯兄弟之誓》，使他一舉成名，這幅作品的古典英雄主義主題、莊重的色彩和嚴謹的構圖使其成為古典主義畫派的代表作。
1789年，大卫創作了《护从搬来布鲁图斯儿子的尸体》（处决自己儿子的布鲁图斯），配合當時發生的法國大革命，在公眾中產生巨大的反響。1792年他被選為國民公會的代表，成為公共教育委員會和藝術委員會的委員，他為大革命時期法國博物館的建設和盧浮宮的保護與建設作出了不小的貢獻，成為法國博物館事業的奠基人之一。
1793年他創作了《馬拉之死》，描繪馬拉在浴室被暗殺的場景，他被指定為公安委員會的委員，追隨罗伯斯庇尔，因此在1794年熱月政變後，作為雅各賓派的負責人之一而被捕。在獄中，他透過窗口看風景，畫出了《盧森堡花園景色》。由於他的學生們奔走營救，到年底獲釋。
獲釋後他主要從事教學和肖像畫的創作，教出許多歐洲後來著名的畫家，如安格爾、傑利柯、格羅等。
1797年拿破侖掌權，重新起用他，他成為拿破侖一世的首席宮廷畫師，為拿破侖創作了許多大型歌頌作品：《加冕儀式》、《授旗式》、《拿破侖越過阿爾卑斯山》等。
1815年滑鐵盧戰役後，波旁王朝復辟，他逃亡到布魯塞爾依附他的學生，在布魯塞爾以創作肖像畫和風景畫為生，他在布魯塞爾時創作興趣又回到古希臘和羅馬的題材上，1825年在布魯塞爾去世，安葬在布魯塞爾公墓，他的心臟單獨運回巴黎，埋葬在拉雪茲神父公墓。

## 遺產

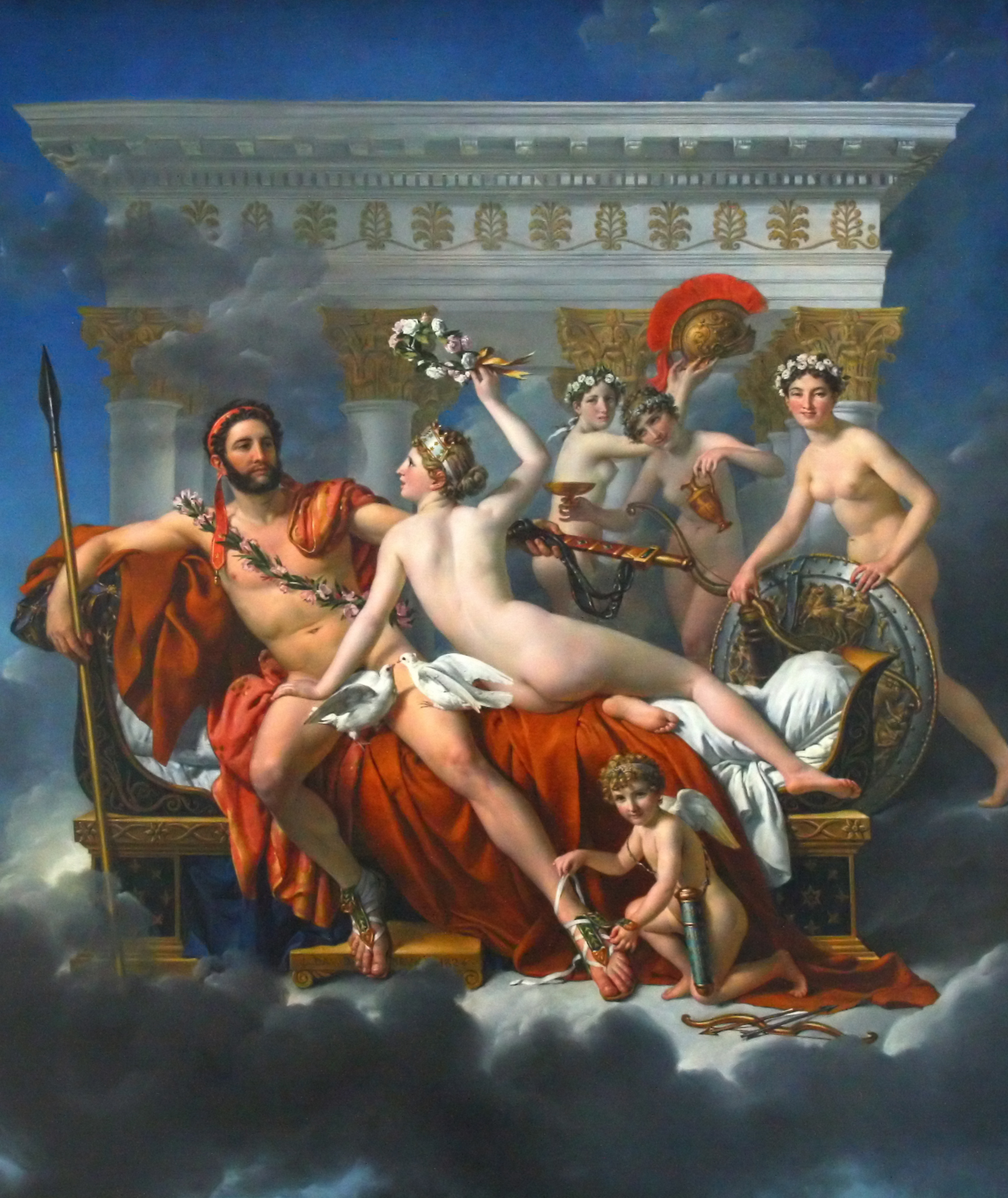
創作於1824年的《被维纳斯解除武装的战神马尔斯》是大衛的最後一幅大型作品

作爲當代法國甚至整個西歐藝術界的領軍人，他的許多學生後來也頗有建樹。例如他的學生安托万-让·格罗也曾受拿破侖重用，並獲封男爵。让·奥古斯特·多米尼克·安格尔也是一代巨匠。他盡力于對年輕一代的教導雖然也是和當時的同行相競爭的一種手段，但由於其卓越的名聲和技藝，能成爲其畫室的一員在當時來説是極爲榮耀的事情，他的許多學生也正是借此成名。
雖然生前風頭無二，但其死後卻遭致大量的批判，例如人物僵硬、色調太冷等。不過這些都恰恰是他生前努力克服、挑戰的前代學院藝術的特徵。實際上這些批判大都來自他生前的競爭對手。而他在法國大革命中的角色更是引來無數敵視的目光，因爲在這場大革命中，他親手將包括法王路易十六在内的許多政敵送上了斷頭臺。
但到了20世紀後半葉，他的聲譽又再度恢復。1948年其200年誕辰時，橘園美術館和凡爾賽宮都曾舉辦其特展。在法國，他是國家的象徵之一。

## 畫作

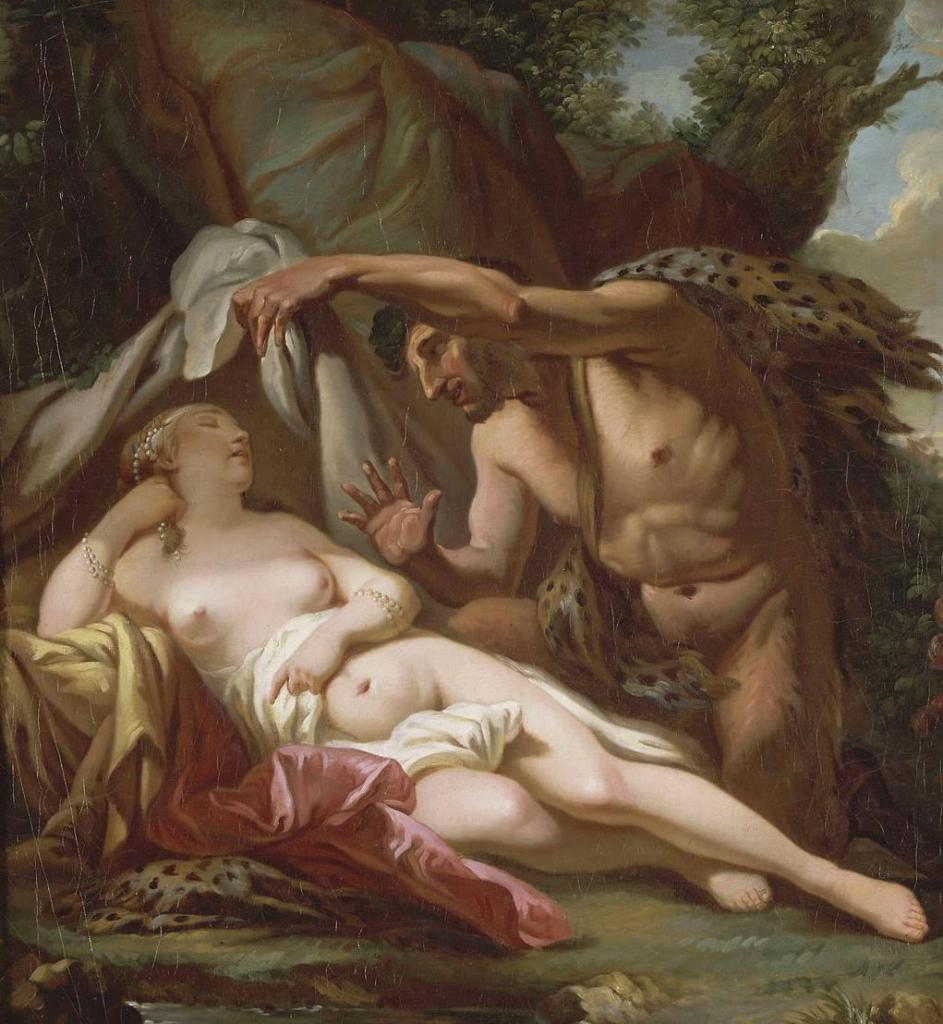
《朱庇特与安提俄佩》，1768年，桑斯博物馆。早期作品，显示出让-巴蒂斯特·格勒兹的影响
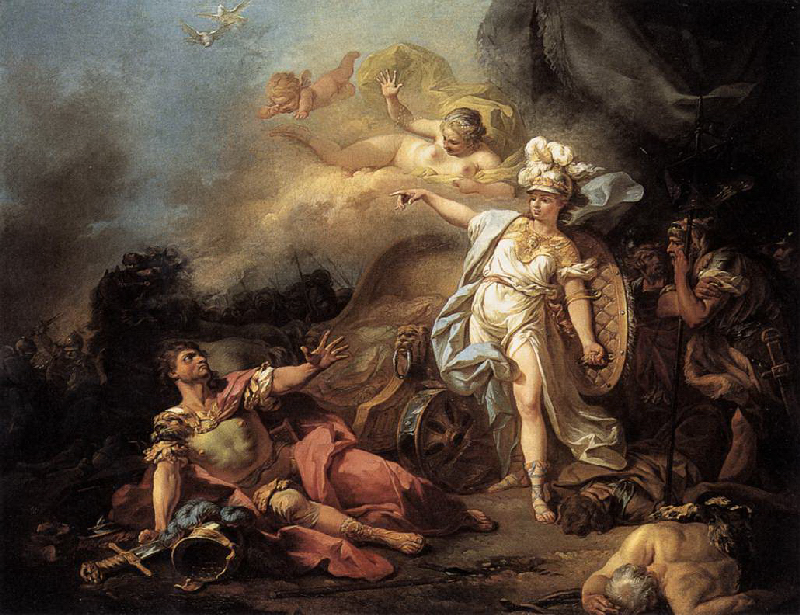
《弥涅耳瓦迎战马尔斯》，1771年，巴黎卢浮宫
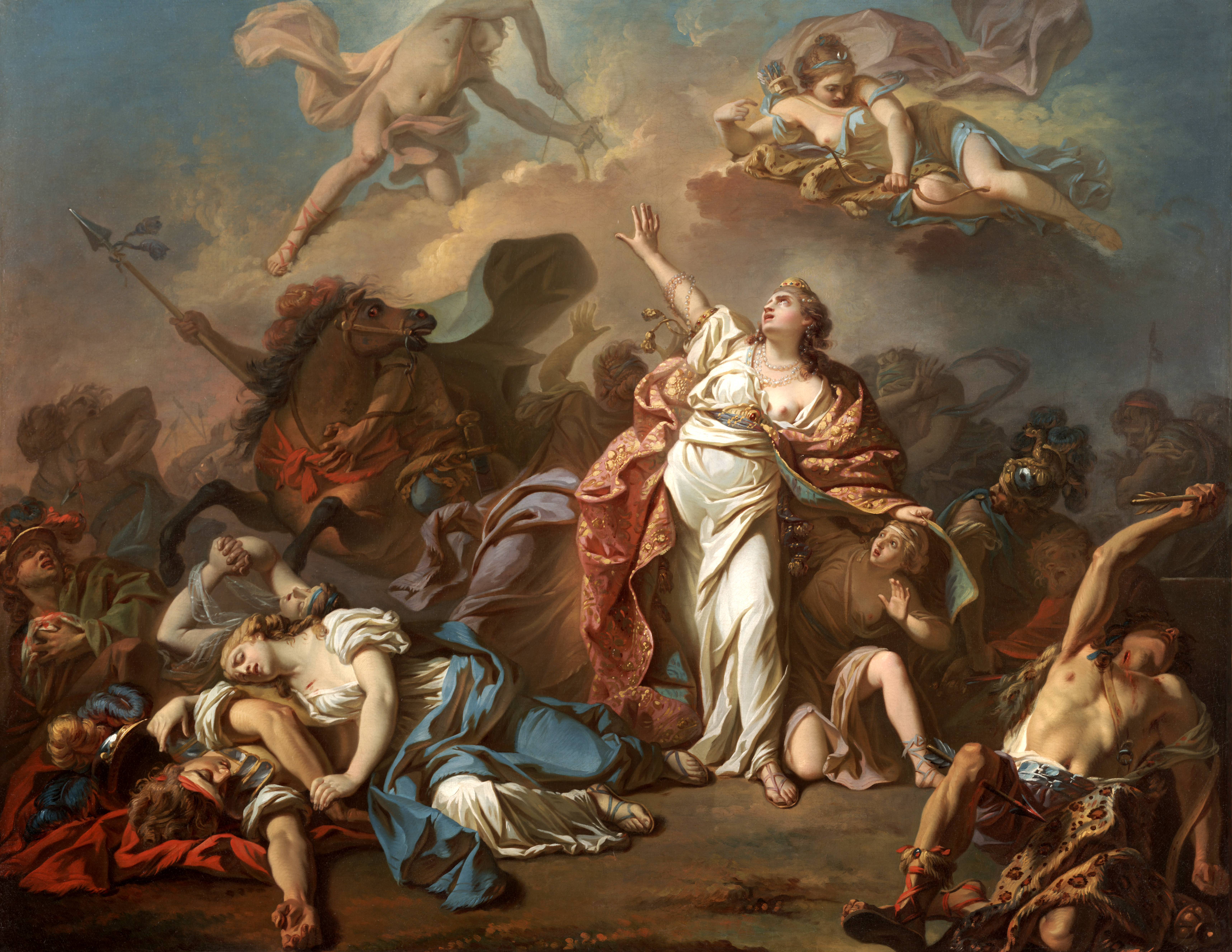
《狄阿娜和阿波罗杀死尼俄伯的子女》，1772年，达拉斯艺术博物馆
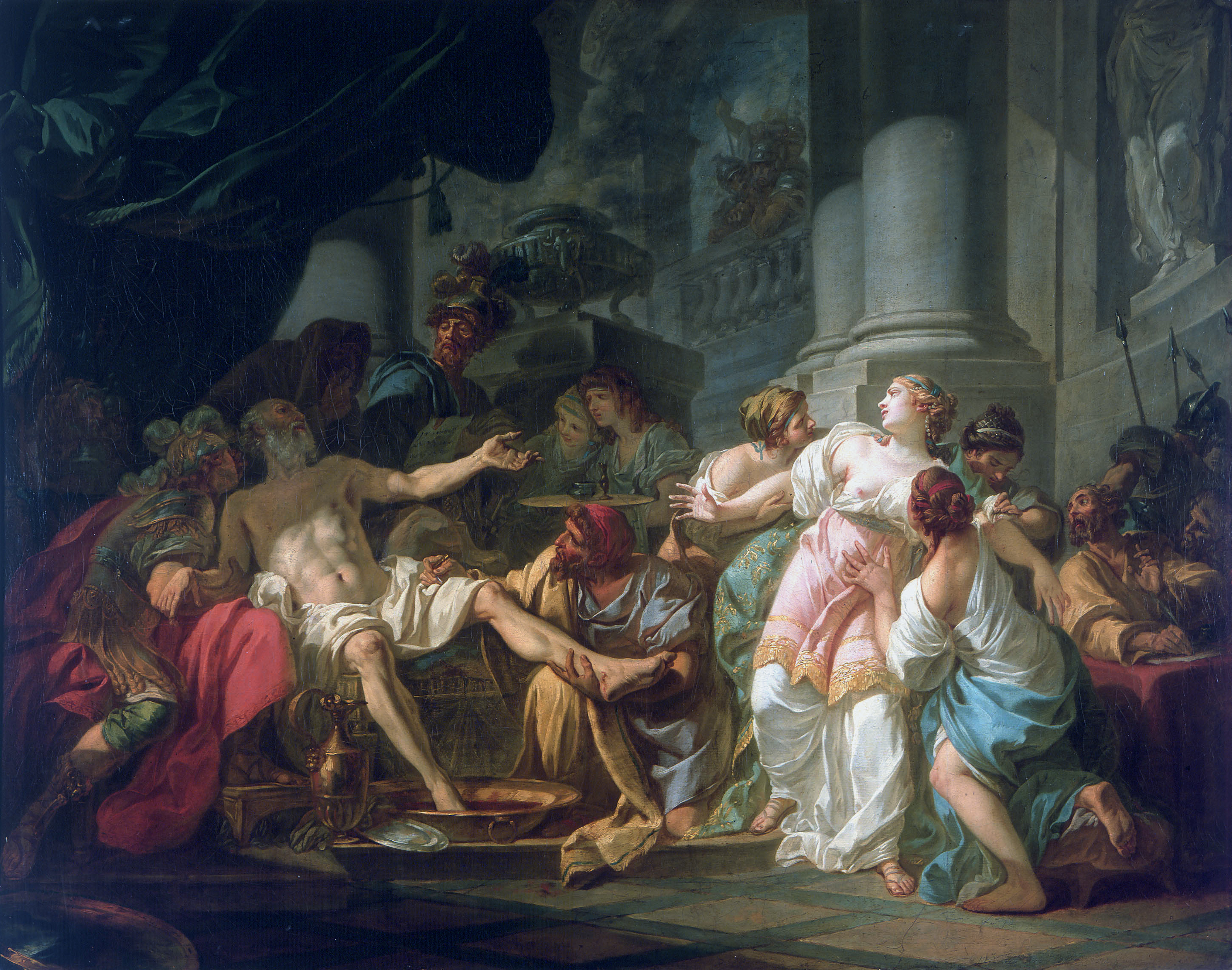
《塞內卡之死》，1773年，巴黎小皇宮
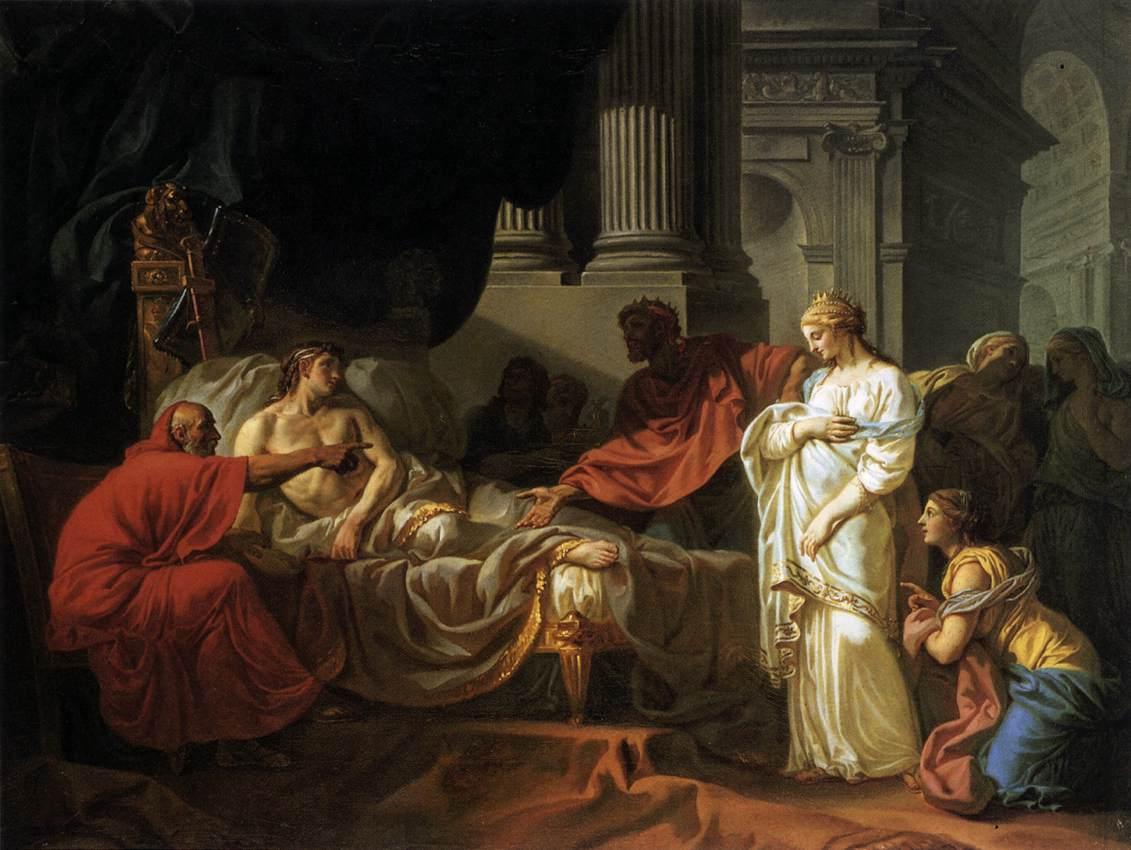
《埃拉西斯特拉图斯发现安条克的病因》，1774年, 巴黎国立高等美术学院
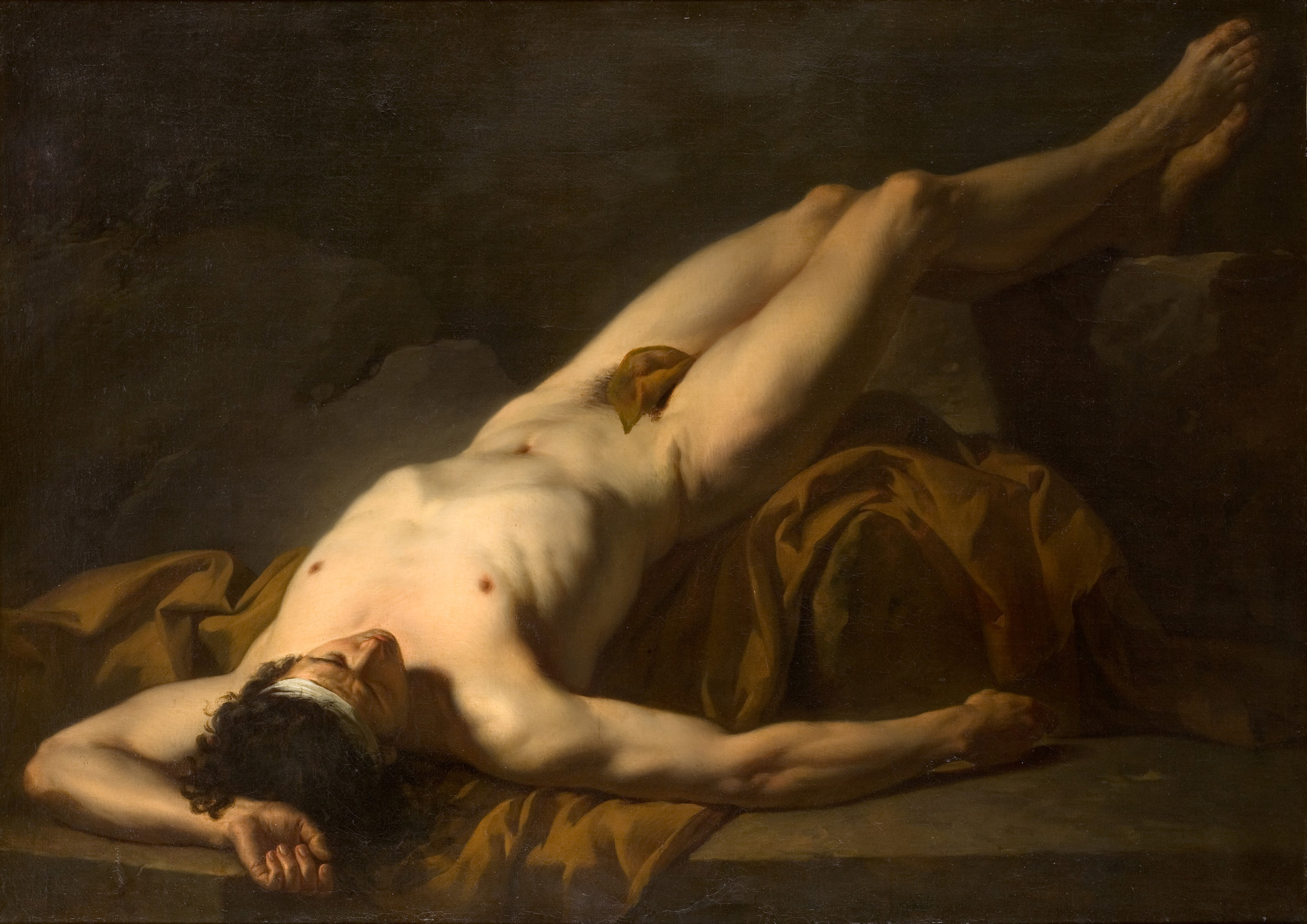
《赫克托耳的身体》，1778年，蒙彼利埃，法布尔博物馆
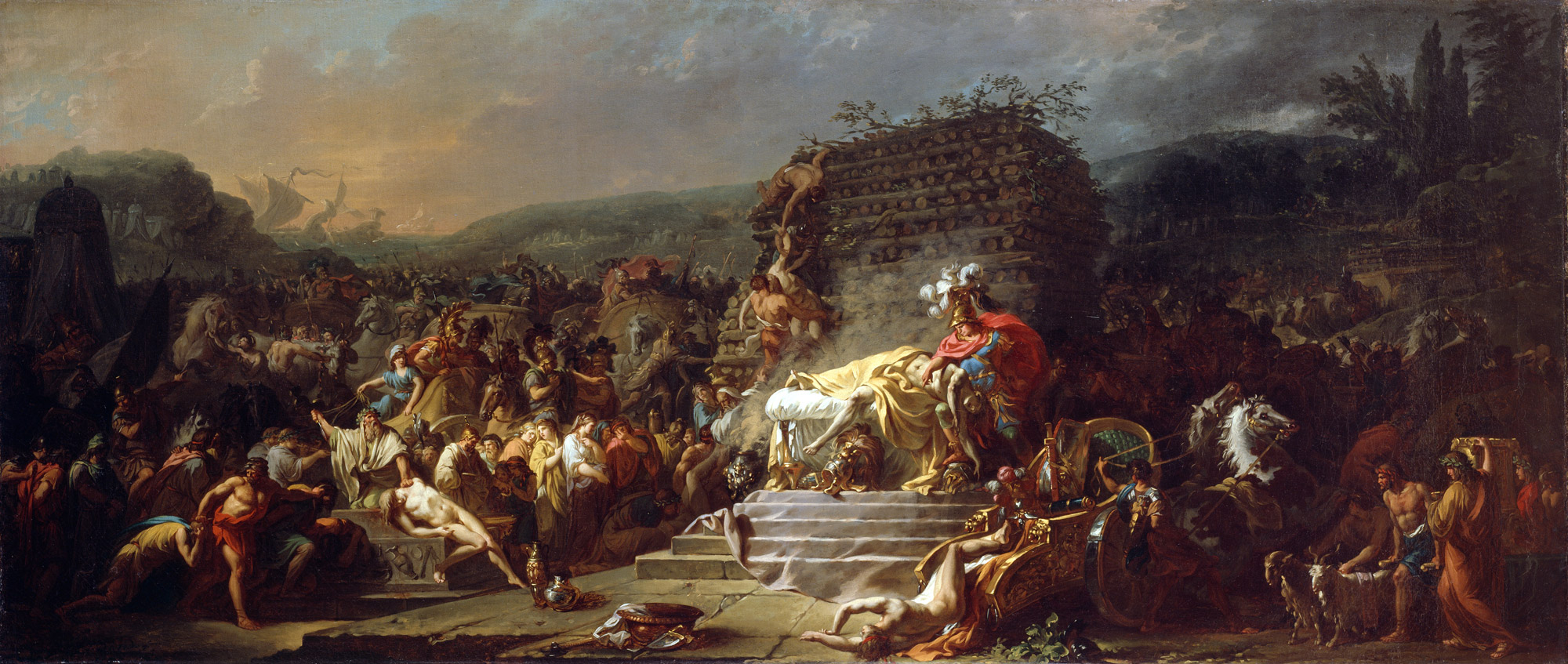
《帕特罗克洛斯的葬礼游戏》，1778年，都柏林爱尔兰国立美术馆
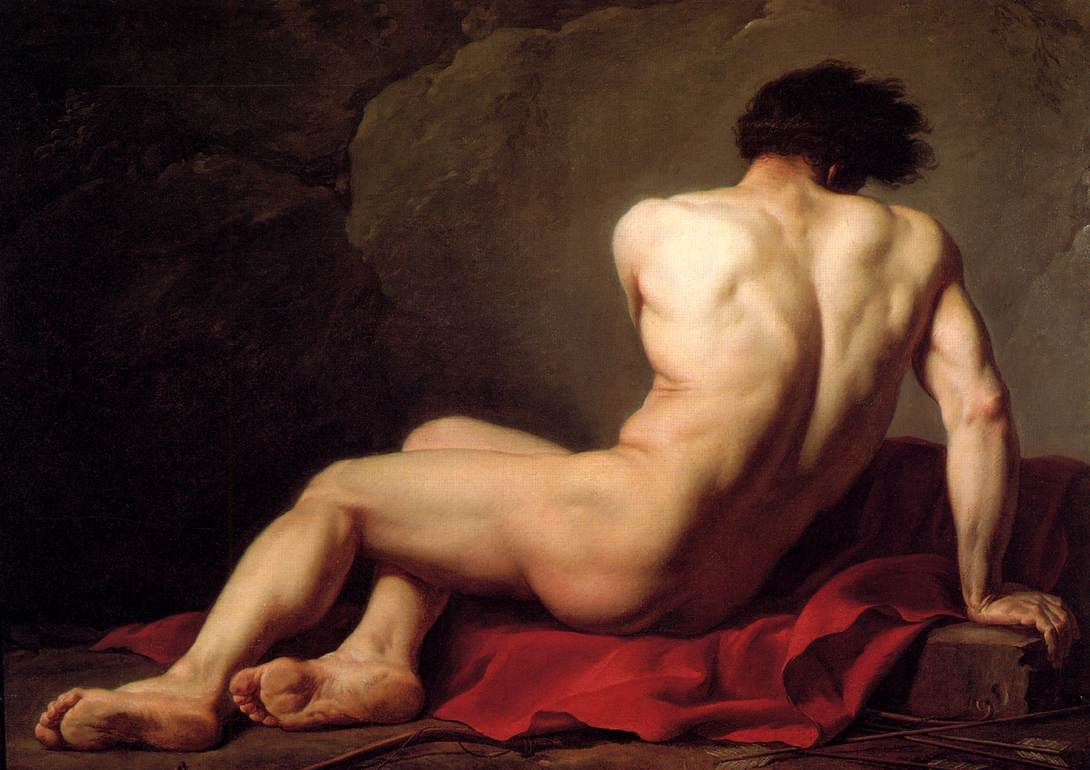
《帕特罗克洛斯》，study ，1780年，瑟堡托马斯亨利博物馆（Musée Thomas-Henry）
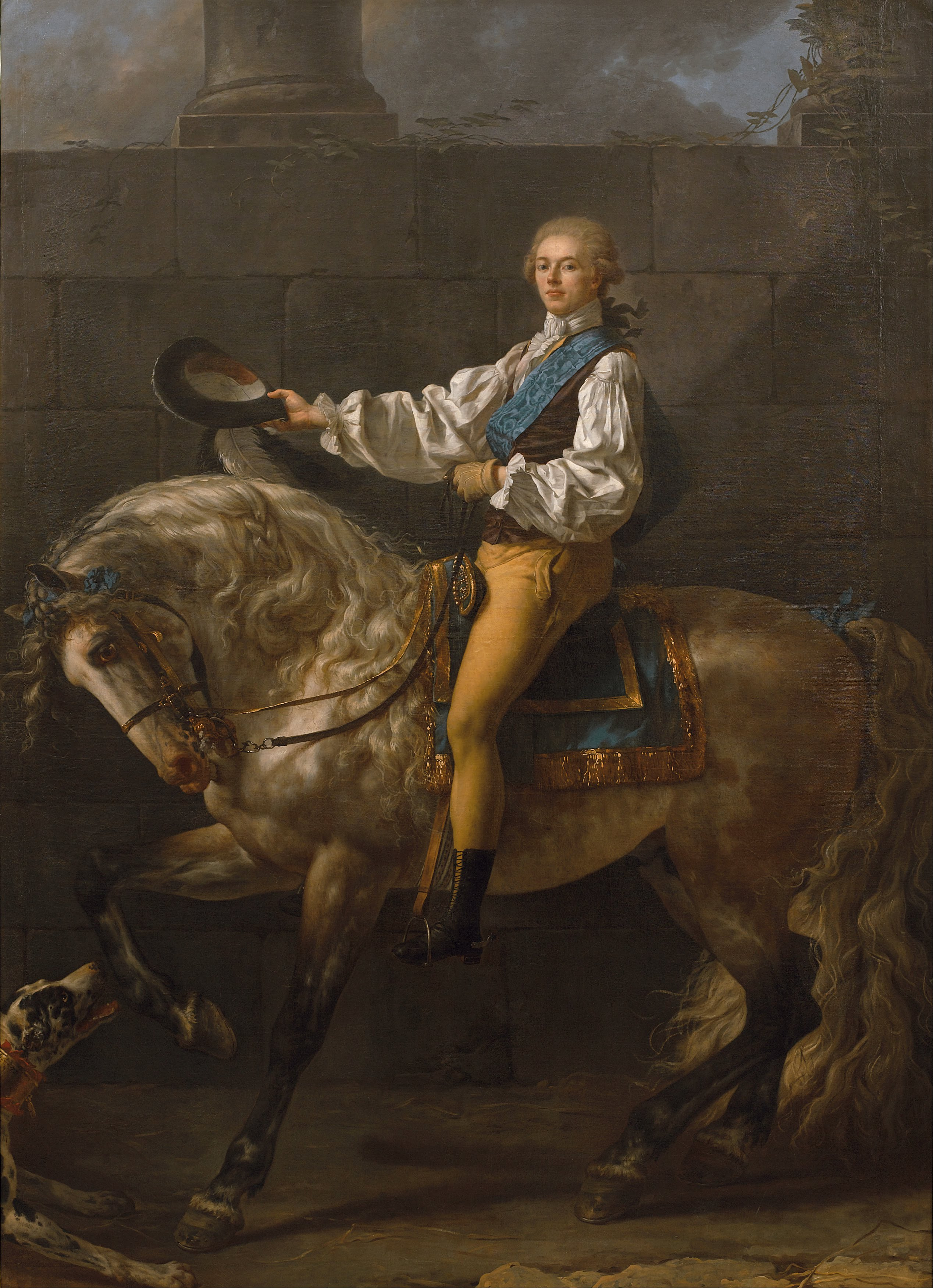
Equestrian portrait of Stanisław Kostka Potocki (1781)
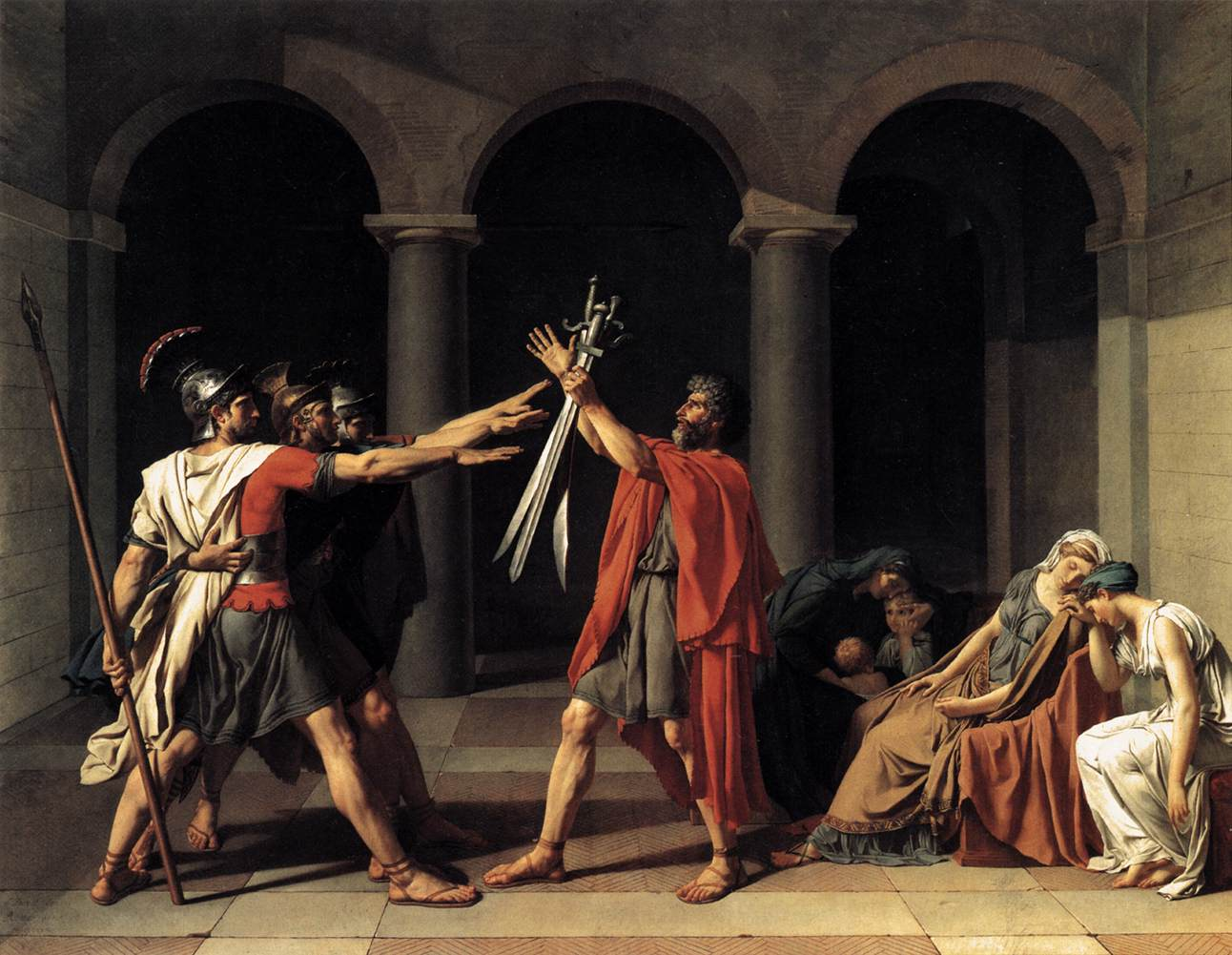
《荷拉斯兄弟之誓》，1784年，巴黎卢浮宫
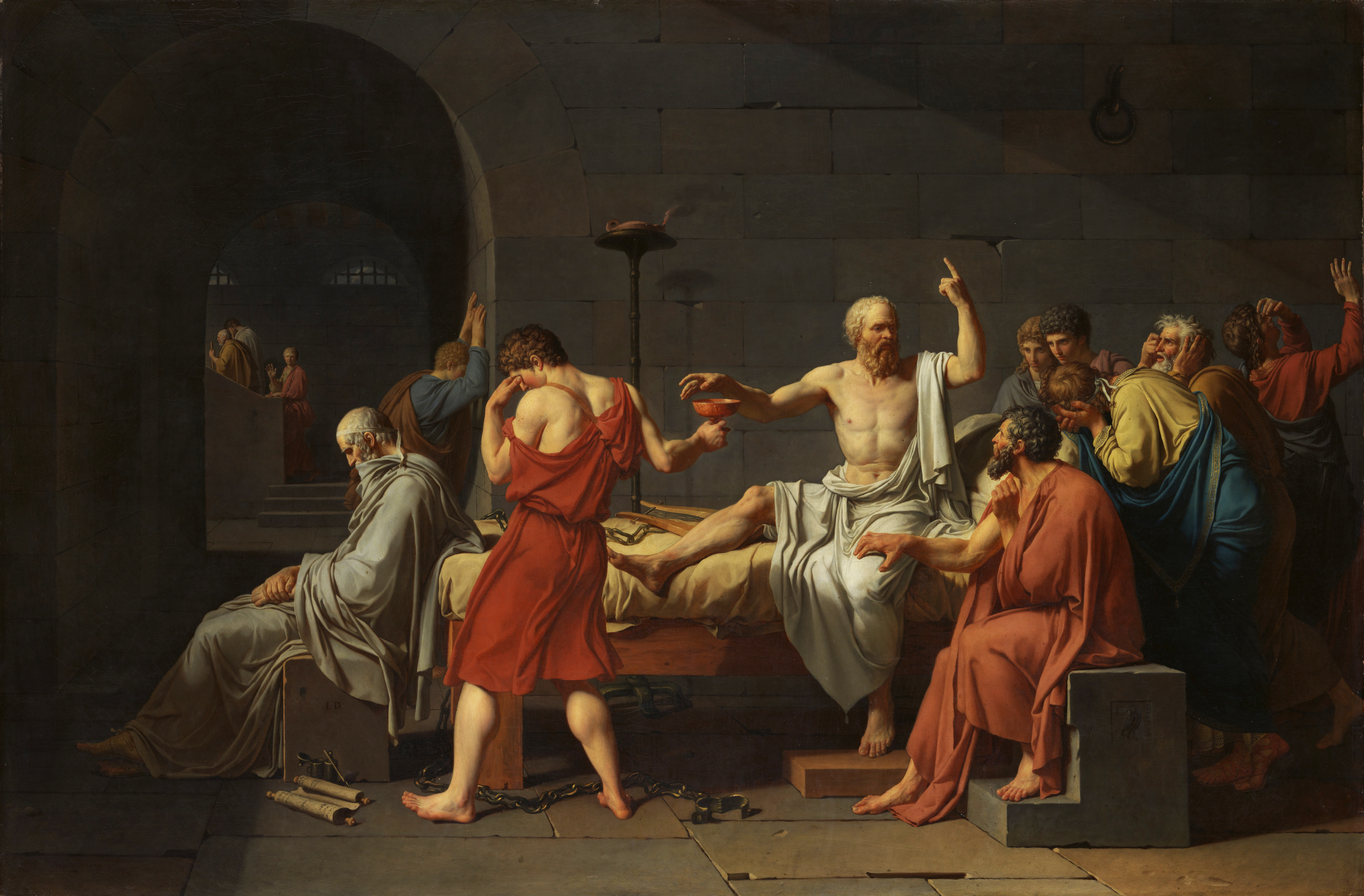
《蘇格拉底之死》，1787年，纽约大都会美术馆
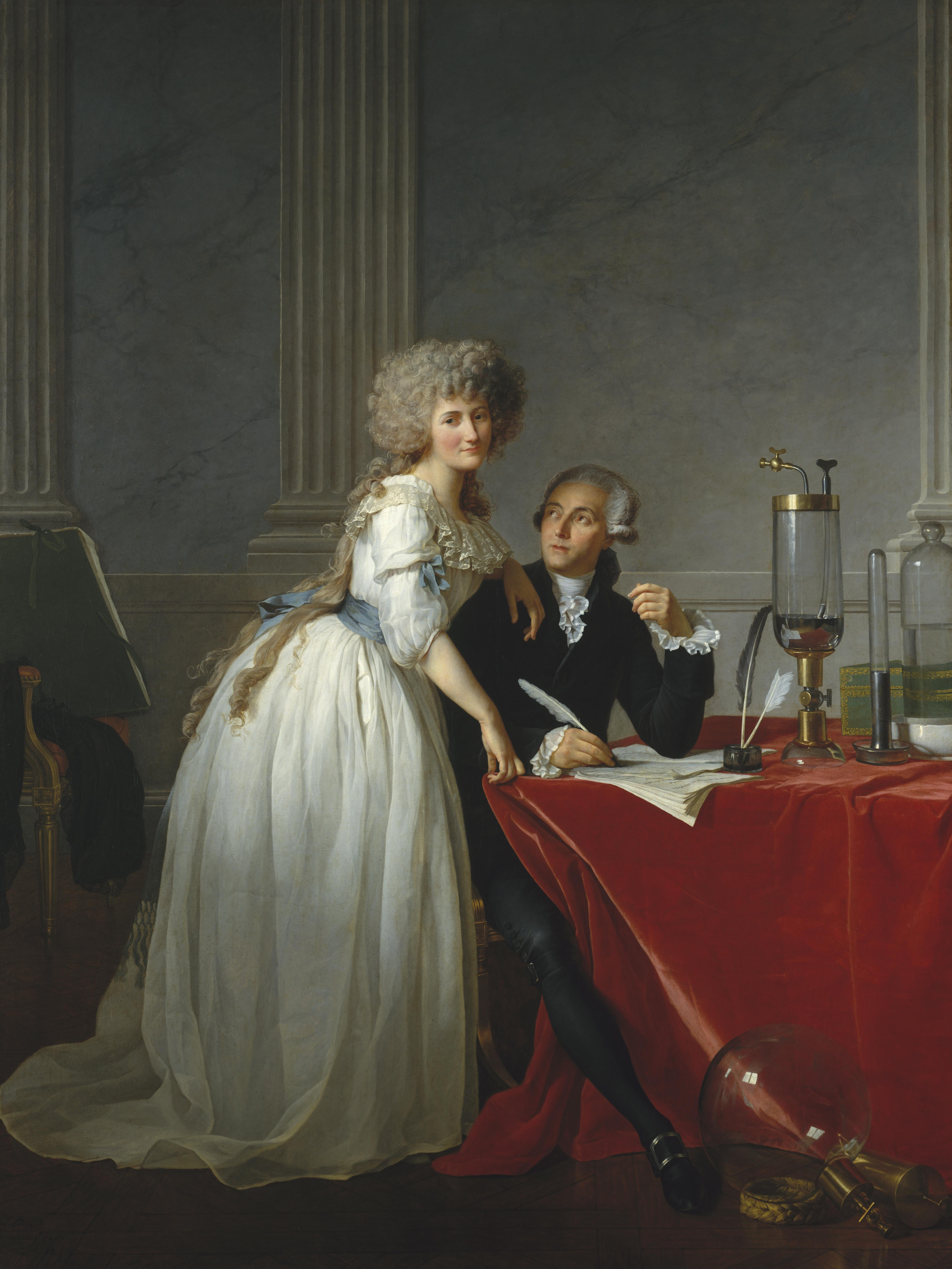
《拉瓦锡夫妇》，1788年，纽约大都会美术馆
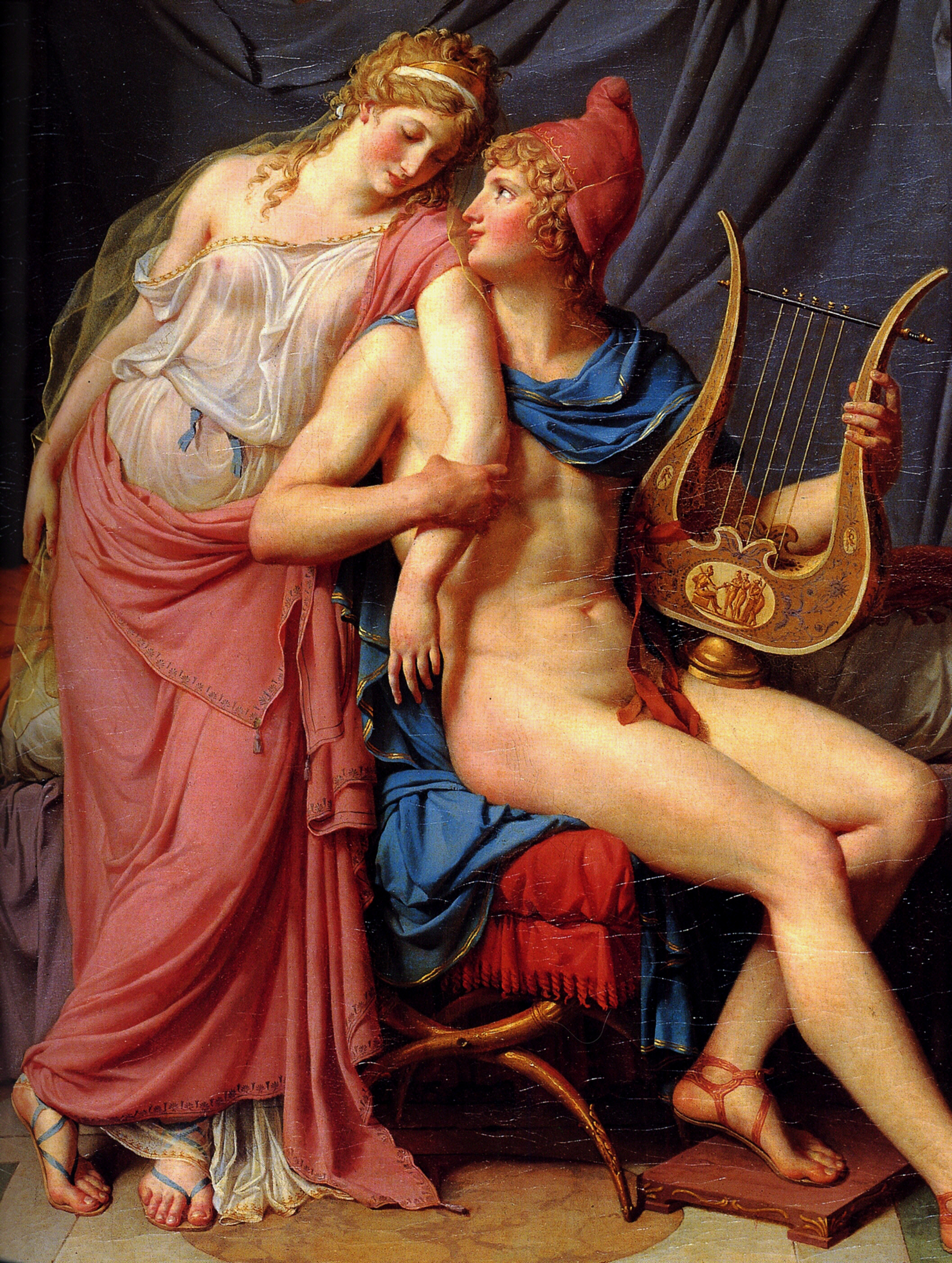
《帕里斯和海伦的爱情》，1788年，巴黎卢浮宫（细部）
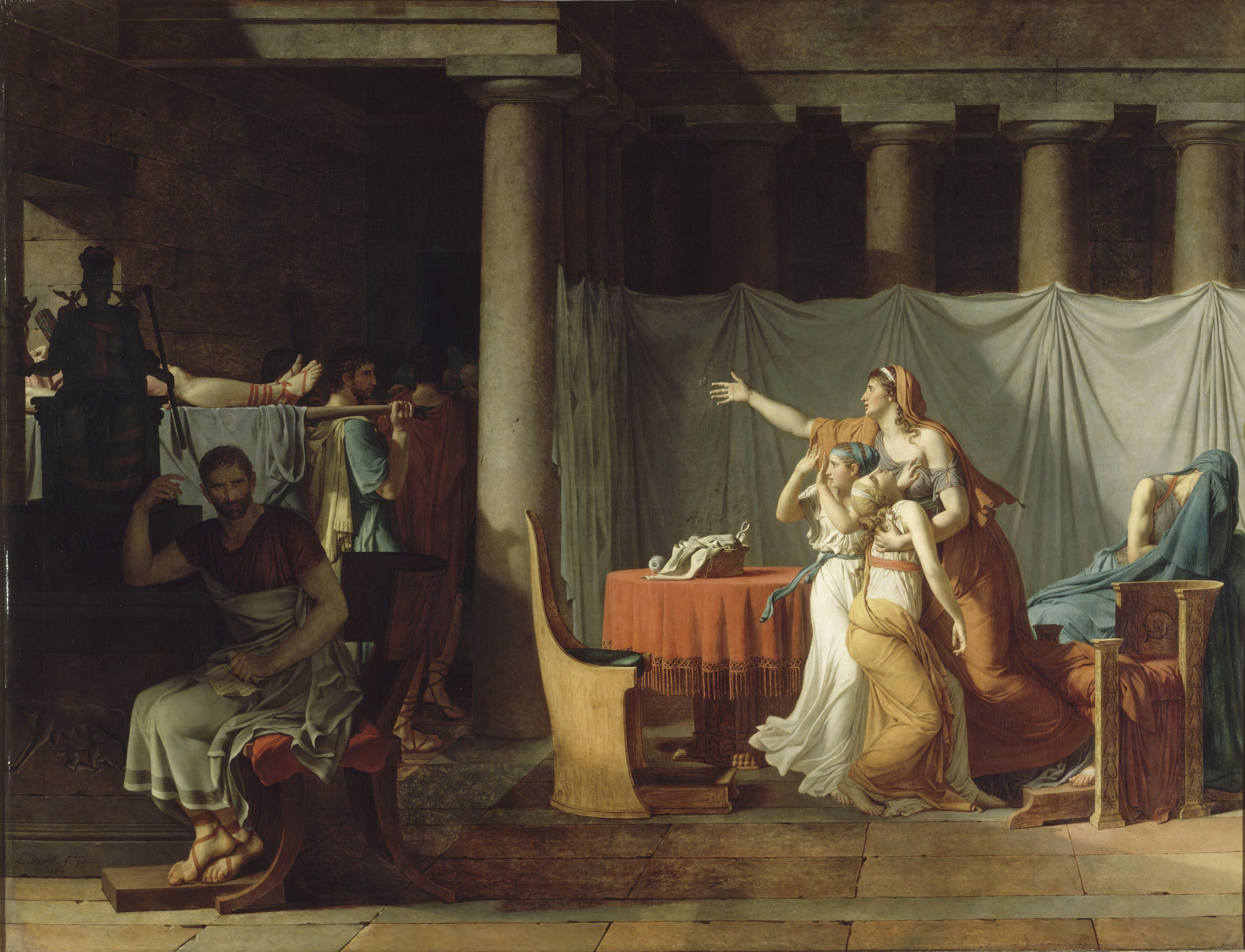
《护从搬来布鲁图斯儿子的尸体》，1789年，巴黎卢浮宫
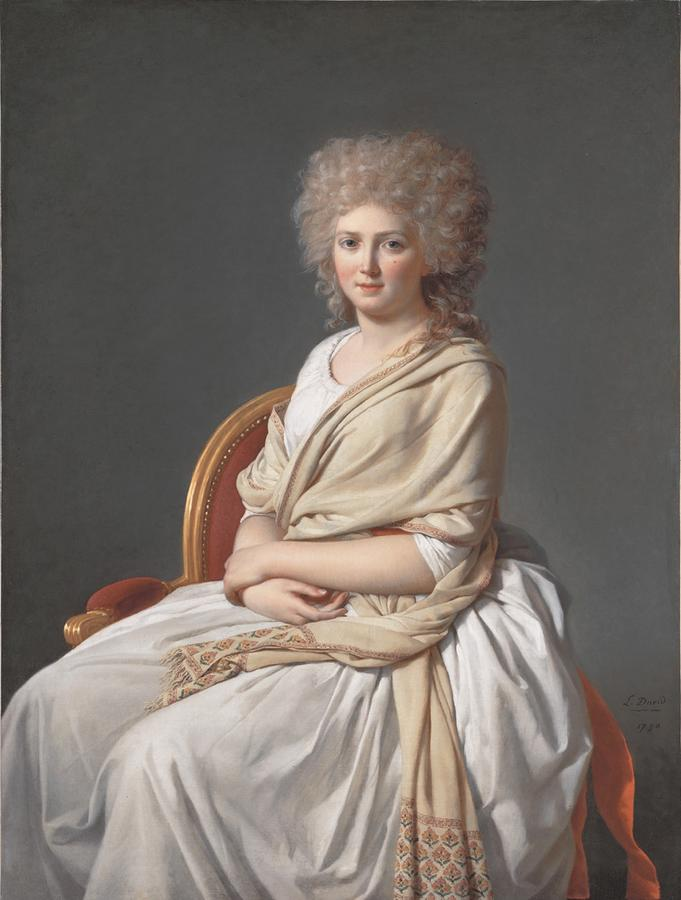
Portrait of Anne-Marie-Louise Thélusson, Comtesse de Sorcy，1790年，慕尼黑新绘画陈列馆
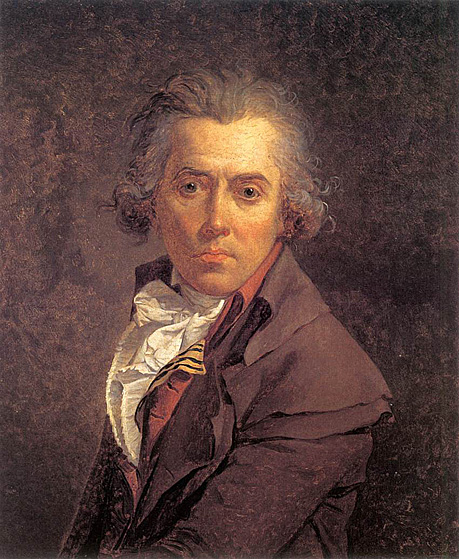
自画像，1791年
Drawing by Jacques-Louis David of the Tennis Court Oath. David later became a deputy in the National Convention in 1792
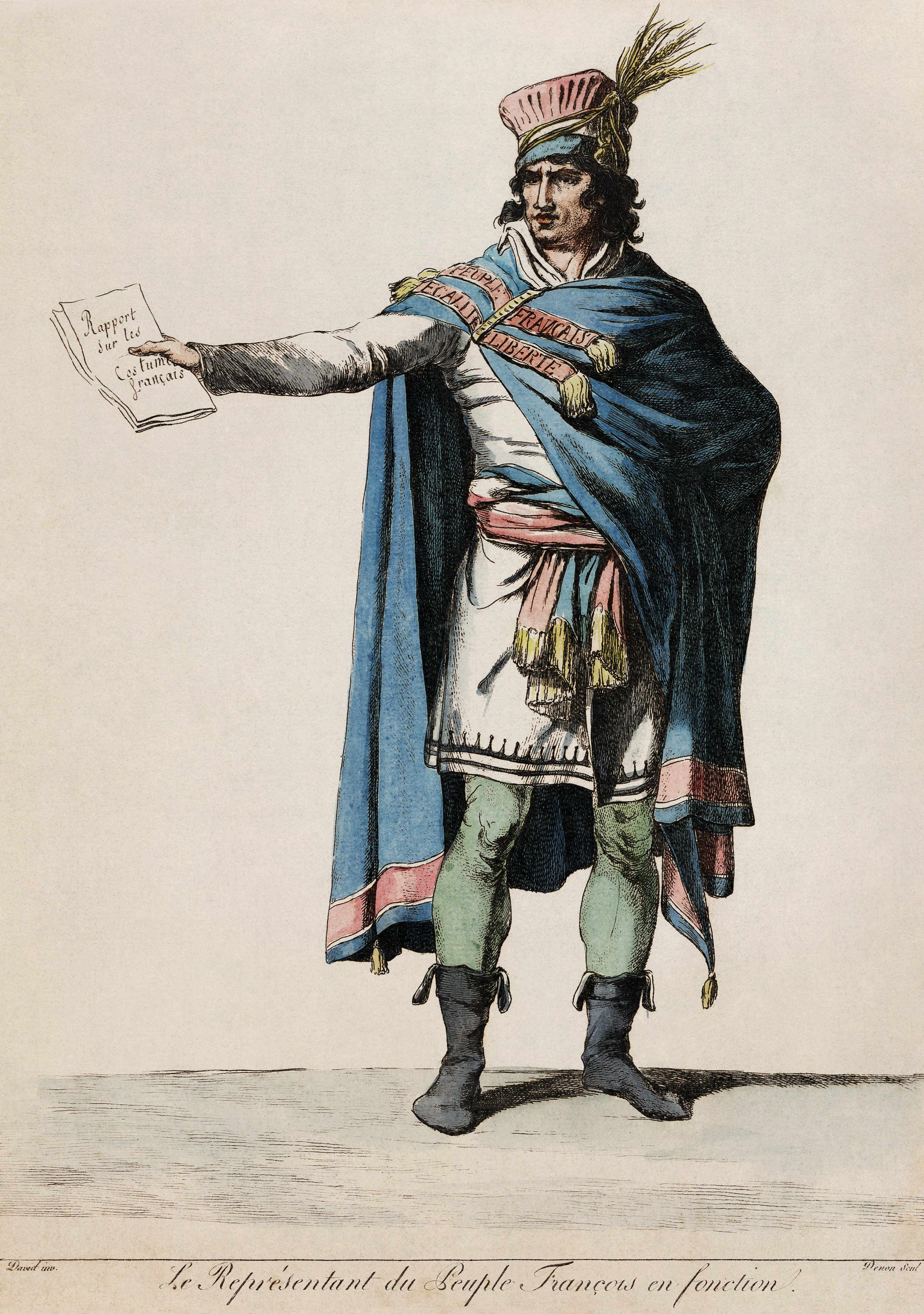
Republican costume designed by David. Engraving by Denon
《马拉之死》1793年，布魯塞爾比利時皇家美術館
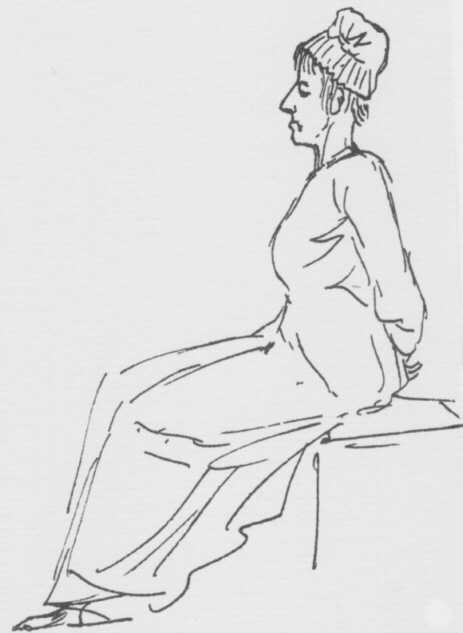
Marie Antoinette on the Way to the Guillotine, 16 October 1793. Sketched from a window in the rue Sainte-Honoré while the cart went past.
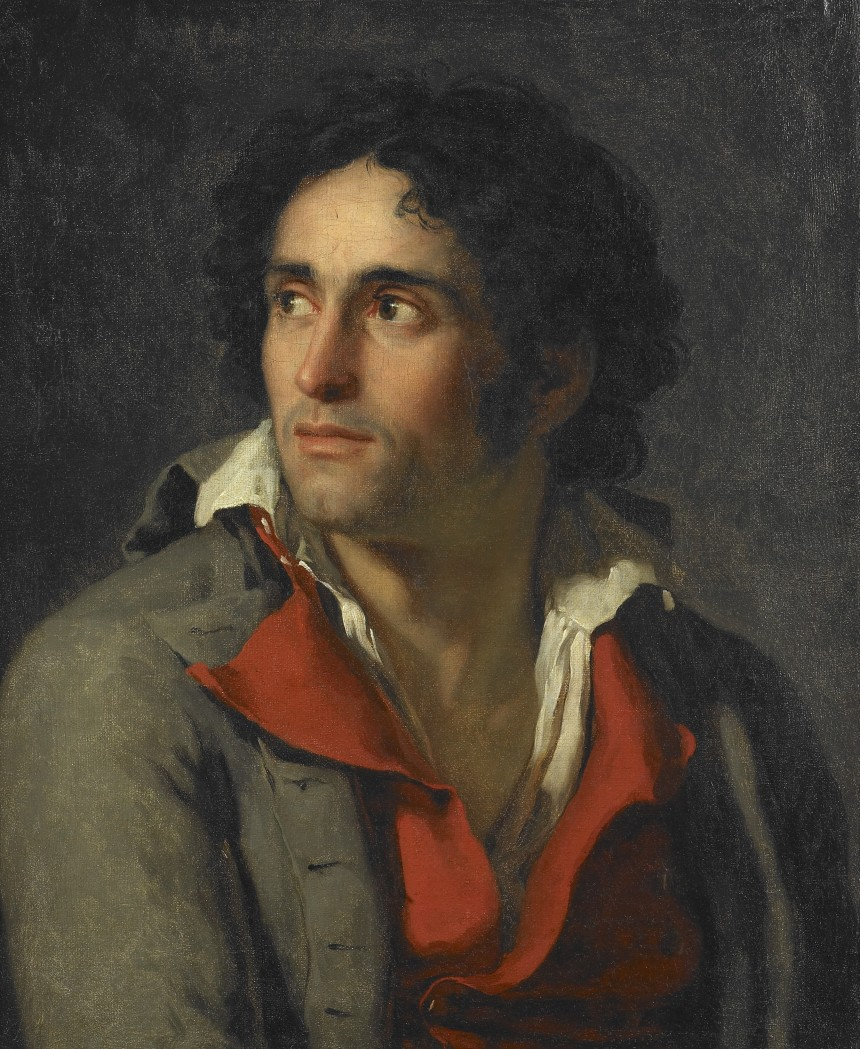
Portrait of a man, 1794
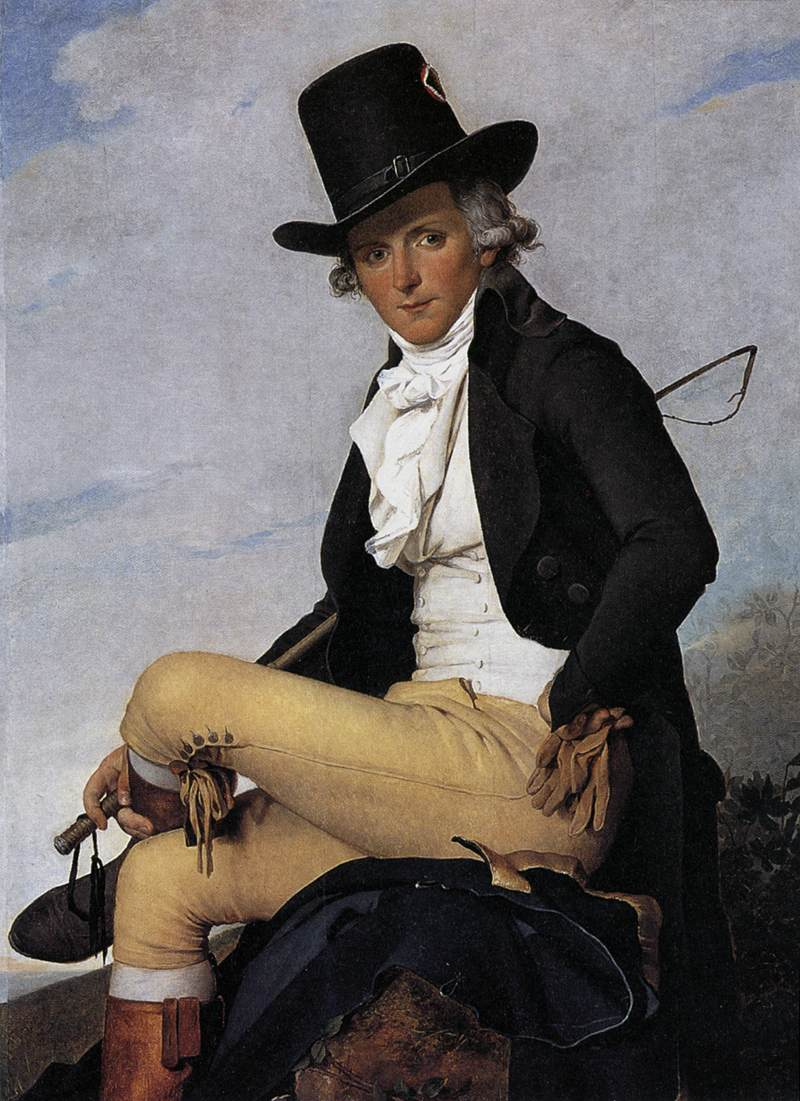
Portrait of Pierre Sériziat, (1795), 巴黎卢浮宫
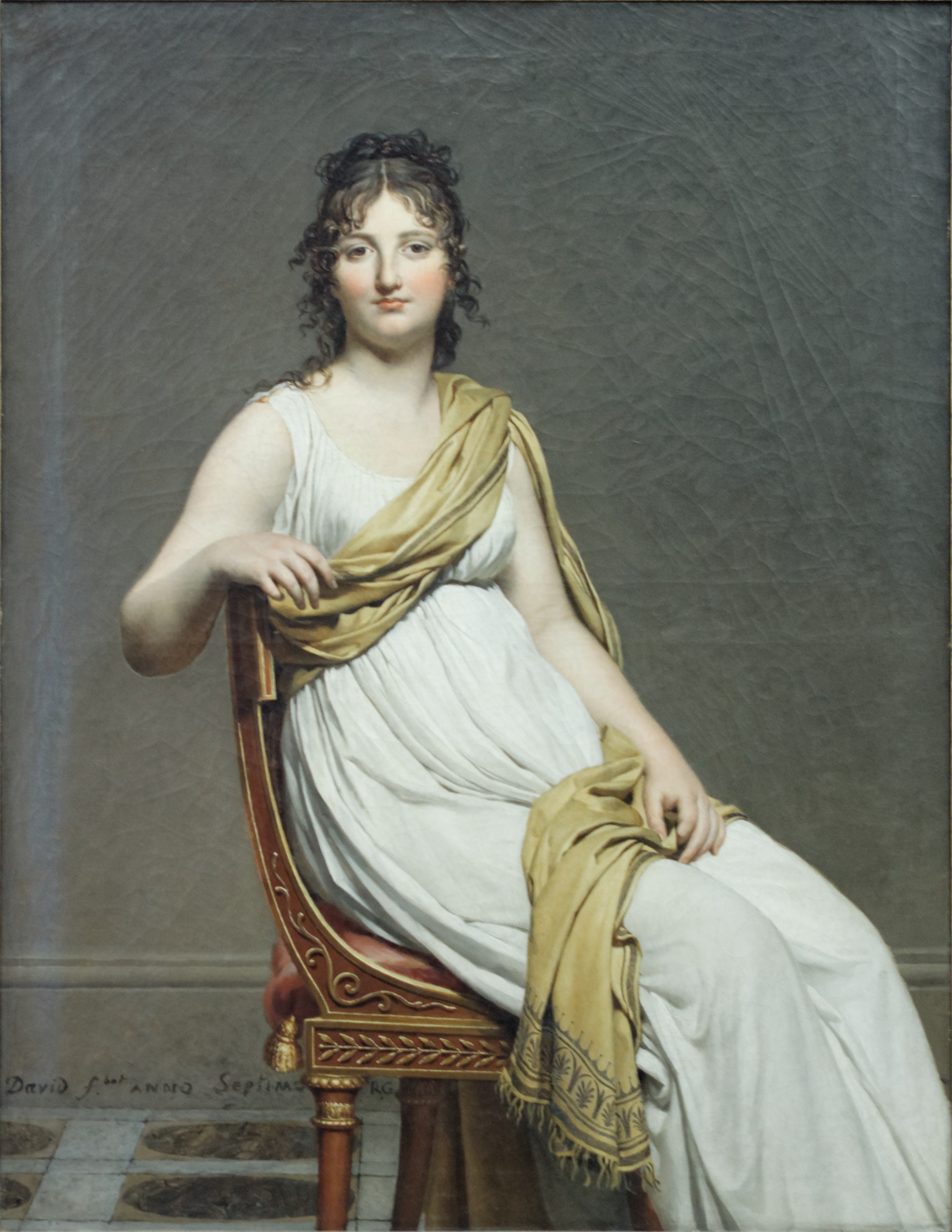
Portrait of Madame de Verninac (1798–1799),本名Henriette Delacroix，Eugène Delacroix的姐姐,巴黎卢浮宫
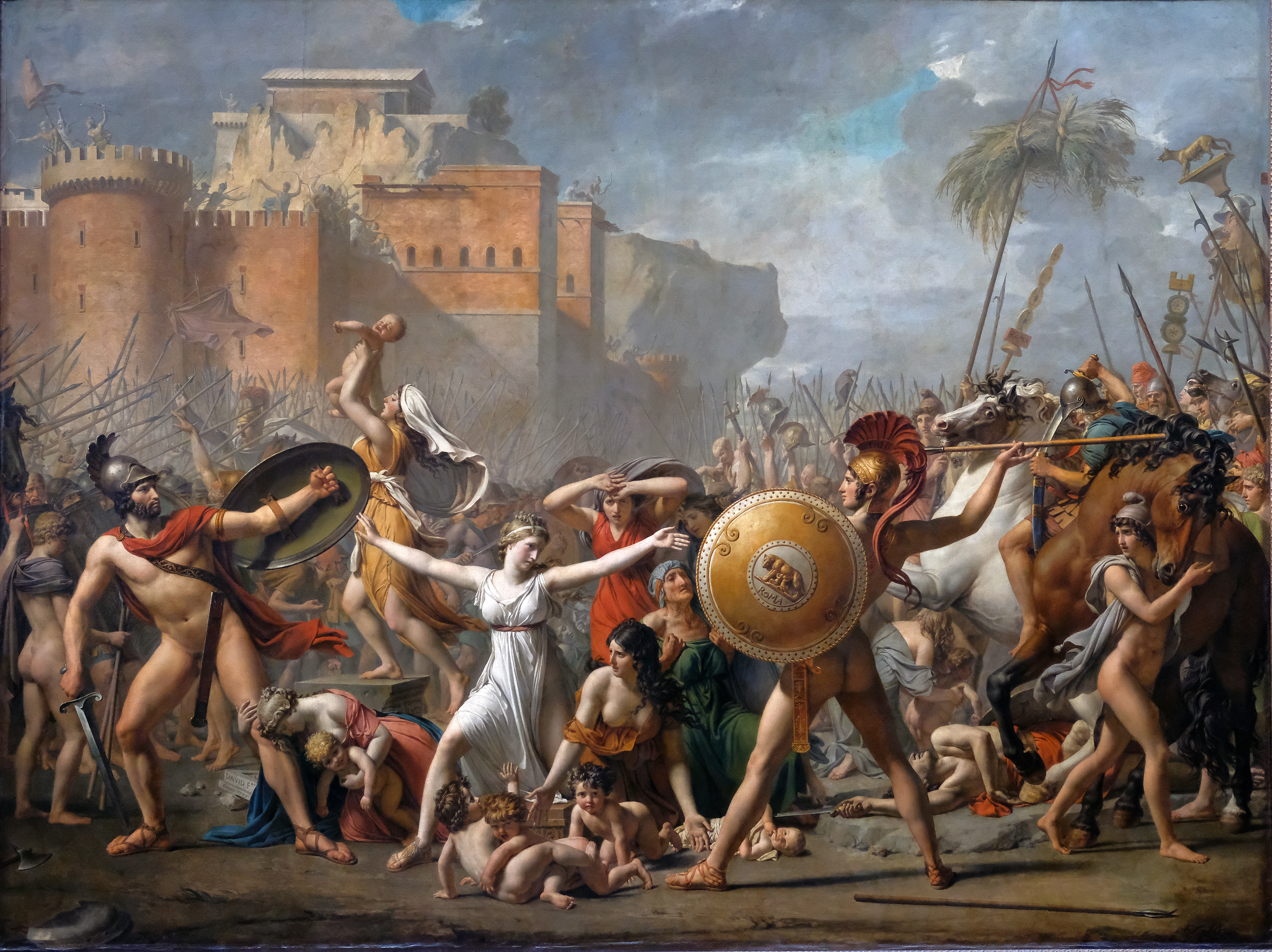
《萨宾妇女》，1799年，巴黎卢浮宫
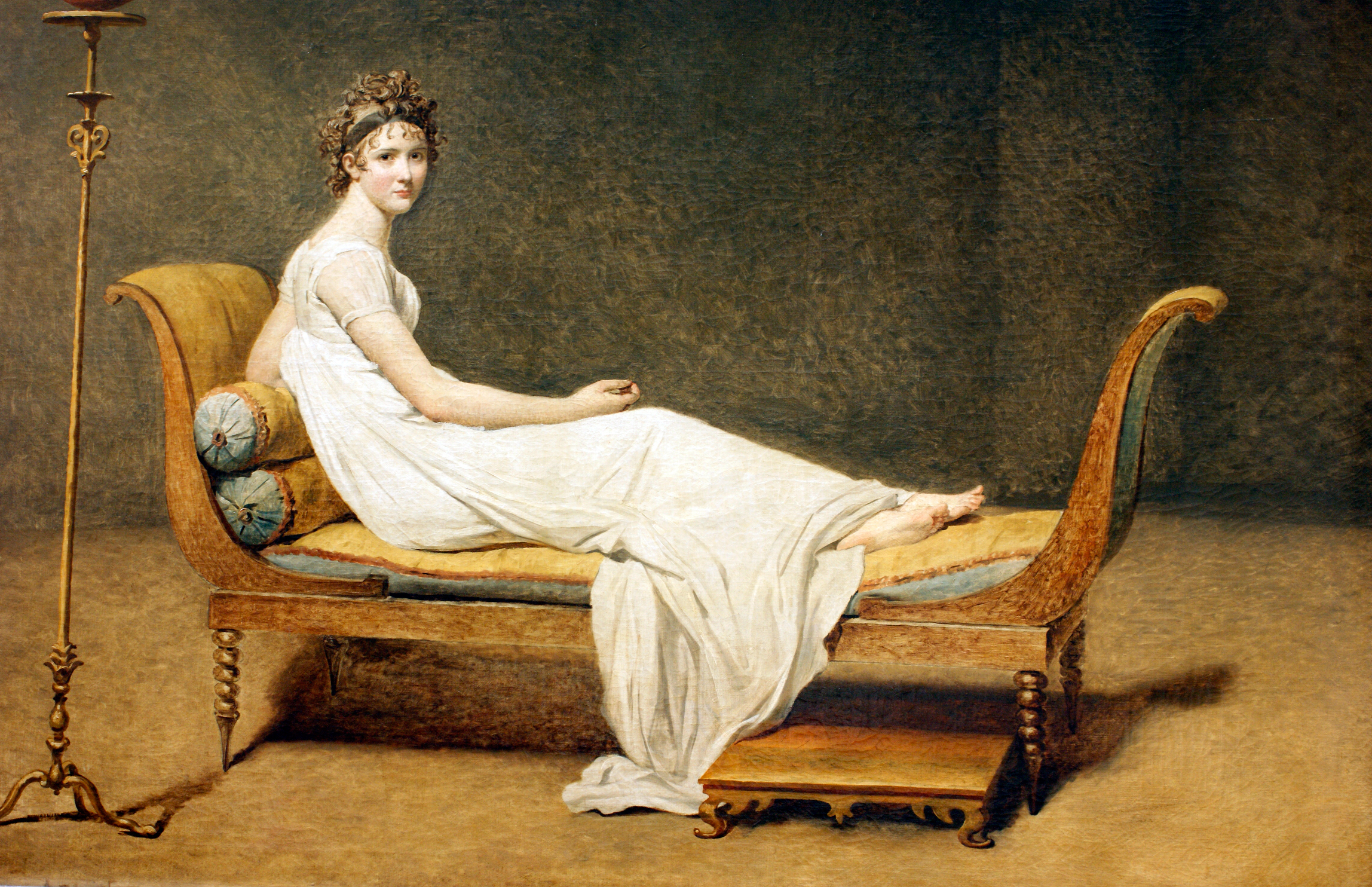
《雷卡米耶夫人像》，1800年，巴黎卢浮宫
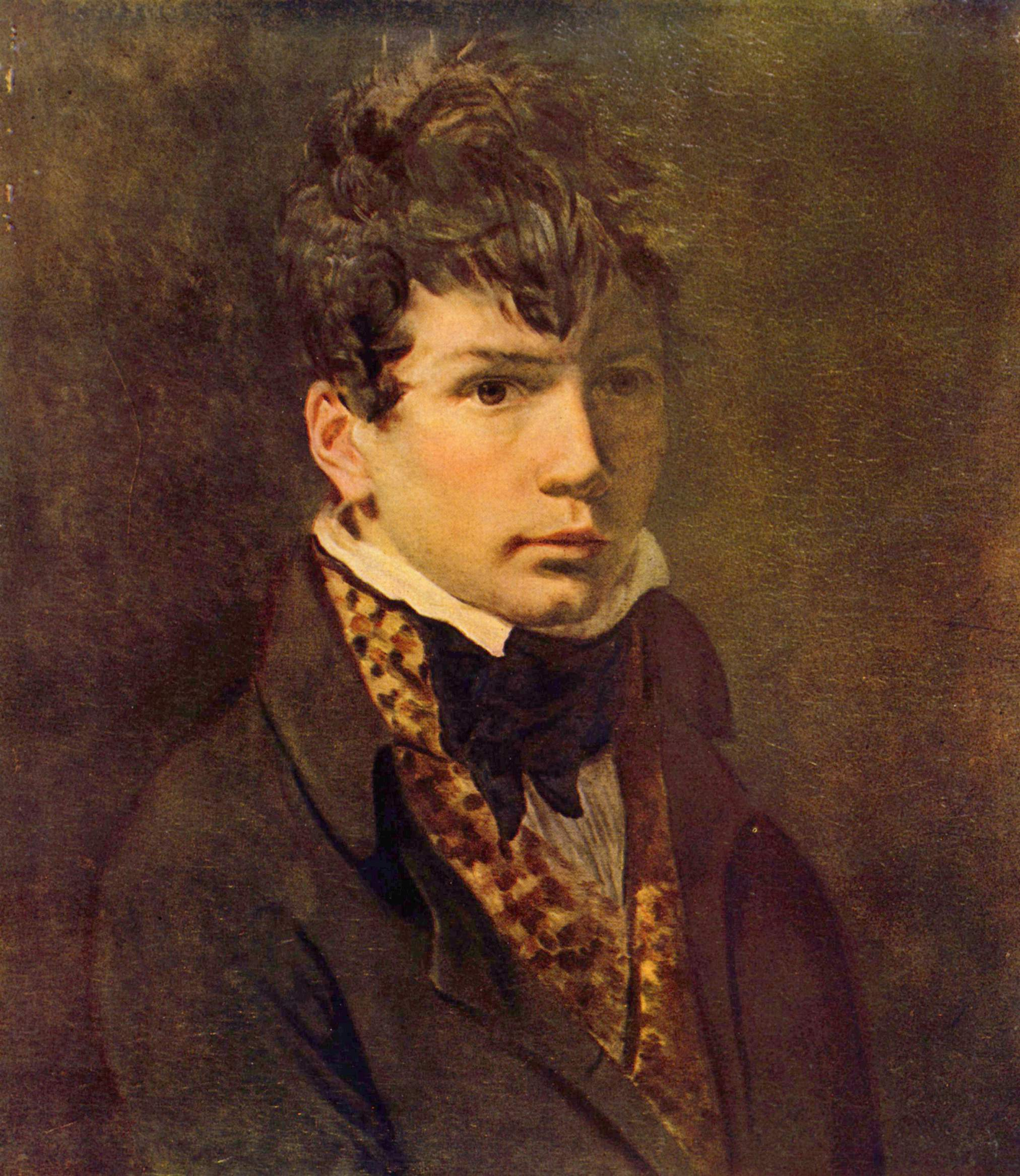
Portrait of Jean Auguste Dominique Ingres, or Portrait of Georges Rouget, 1800年
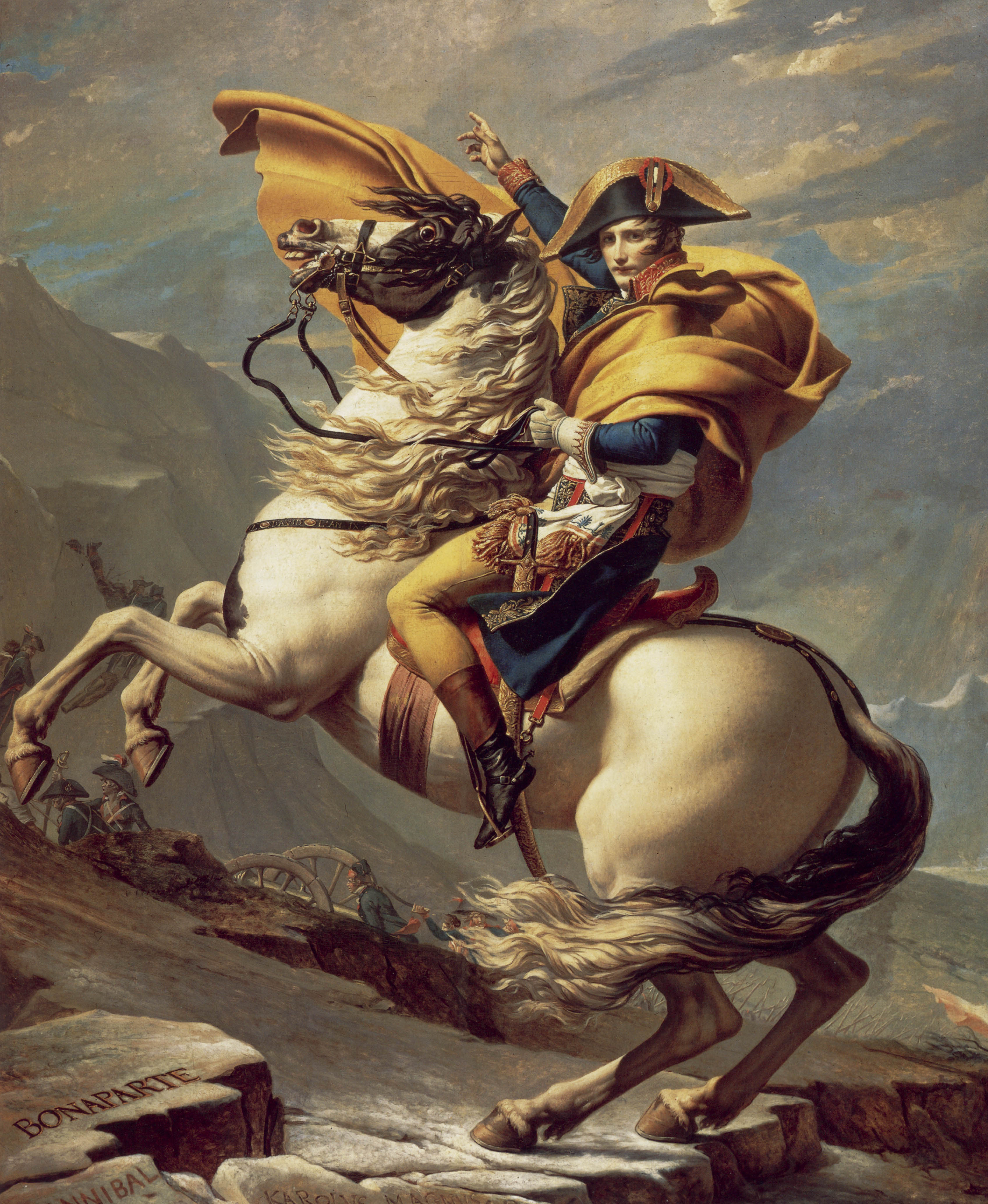
《跨越阿尔卑斯山圣伯纳隘道的拿破仑》，1801年，巴黎卢浮宫、維也納美景宮、柏林夏洛滕堡宫、吕埃马尔梅松馬爾梅松城堡
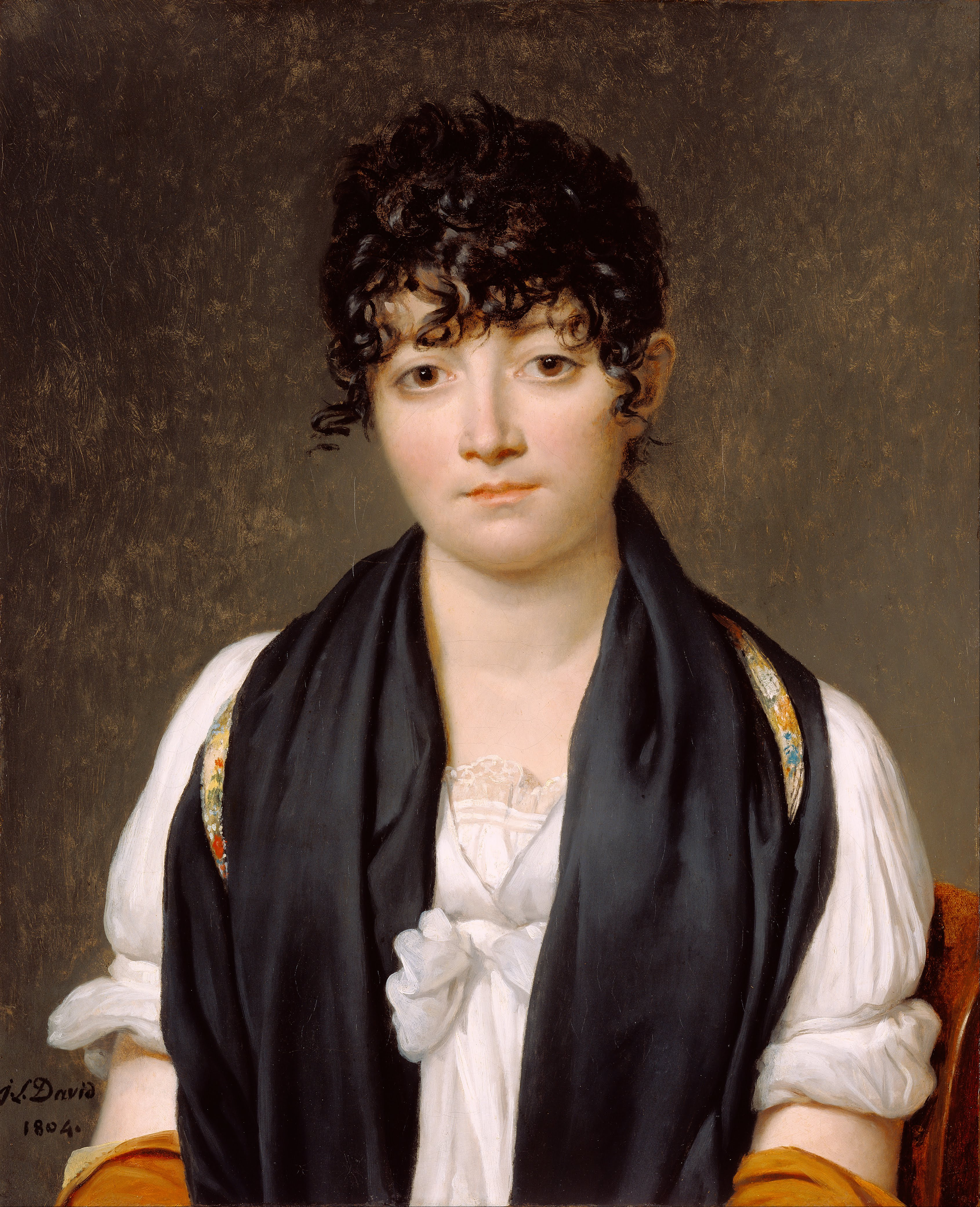
Suzanne Le Peletier de Saint-Fargeau (1804), The J. Paul Getty Museum
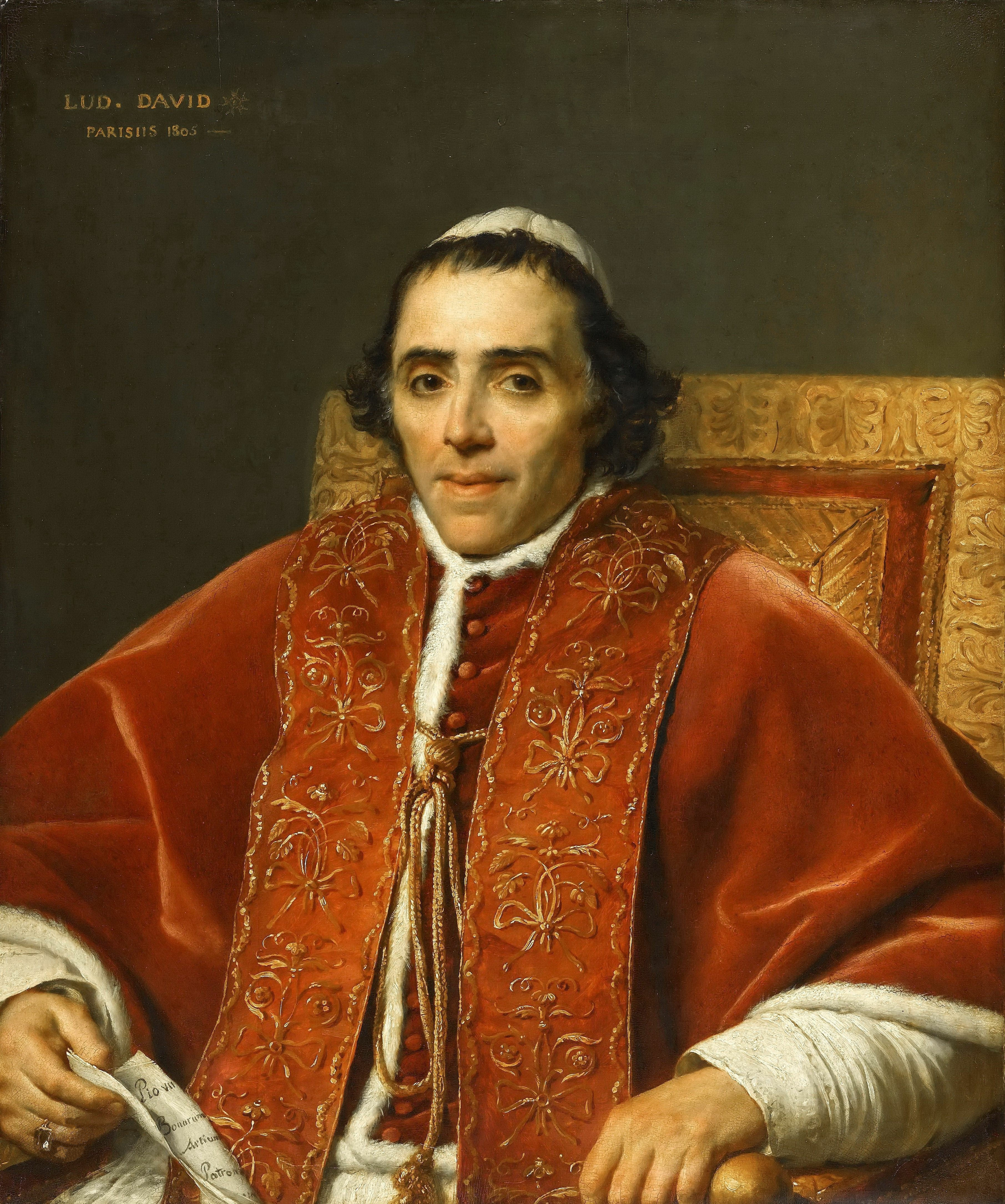
《庇护七世肖像》，1805年，巴黎卢浮宫
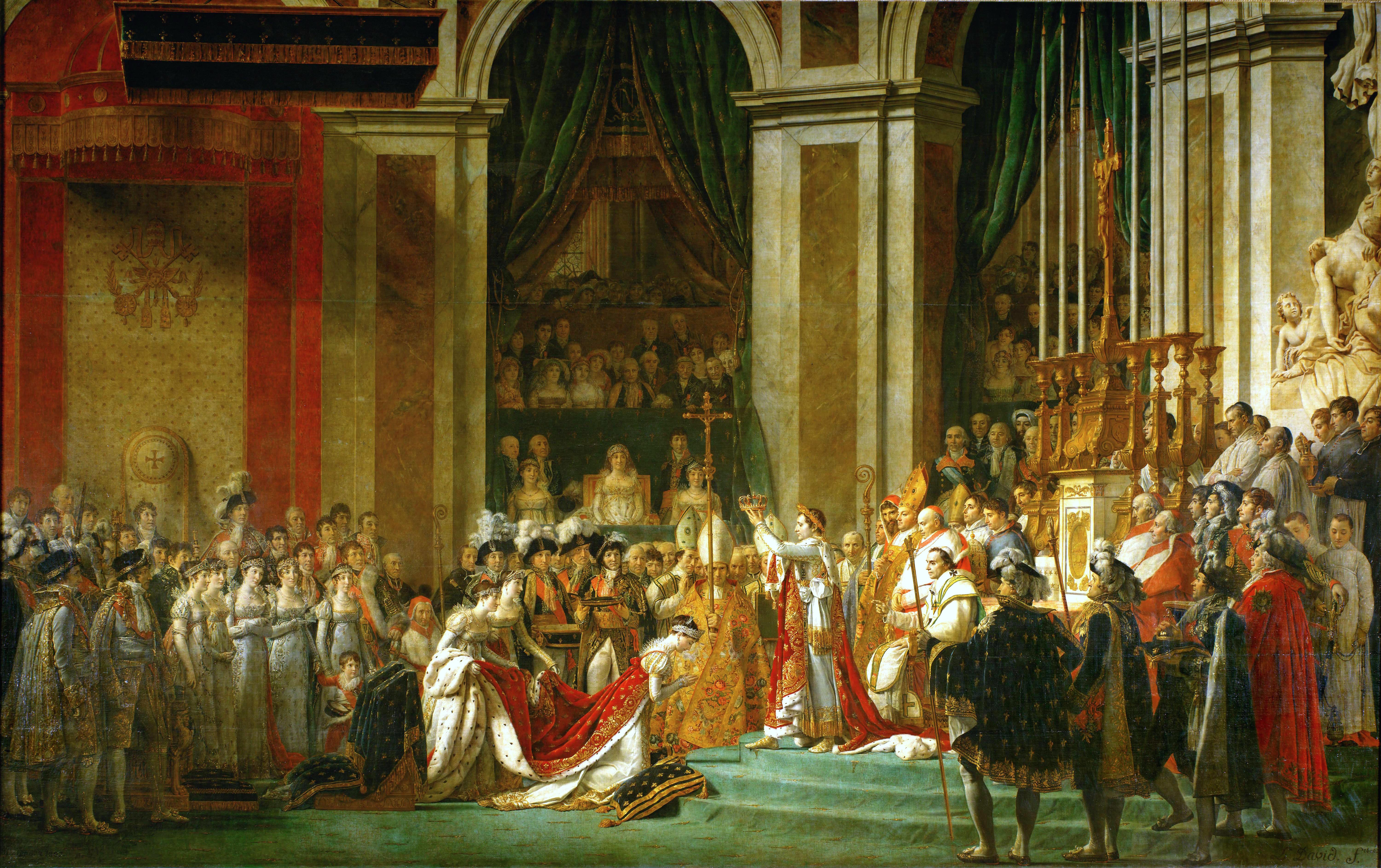
《拿破崙加冕》，1806年，巴黎卢浮宫
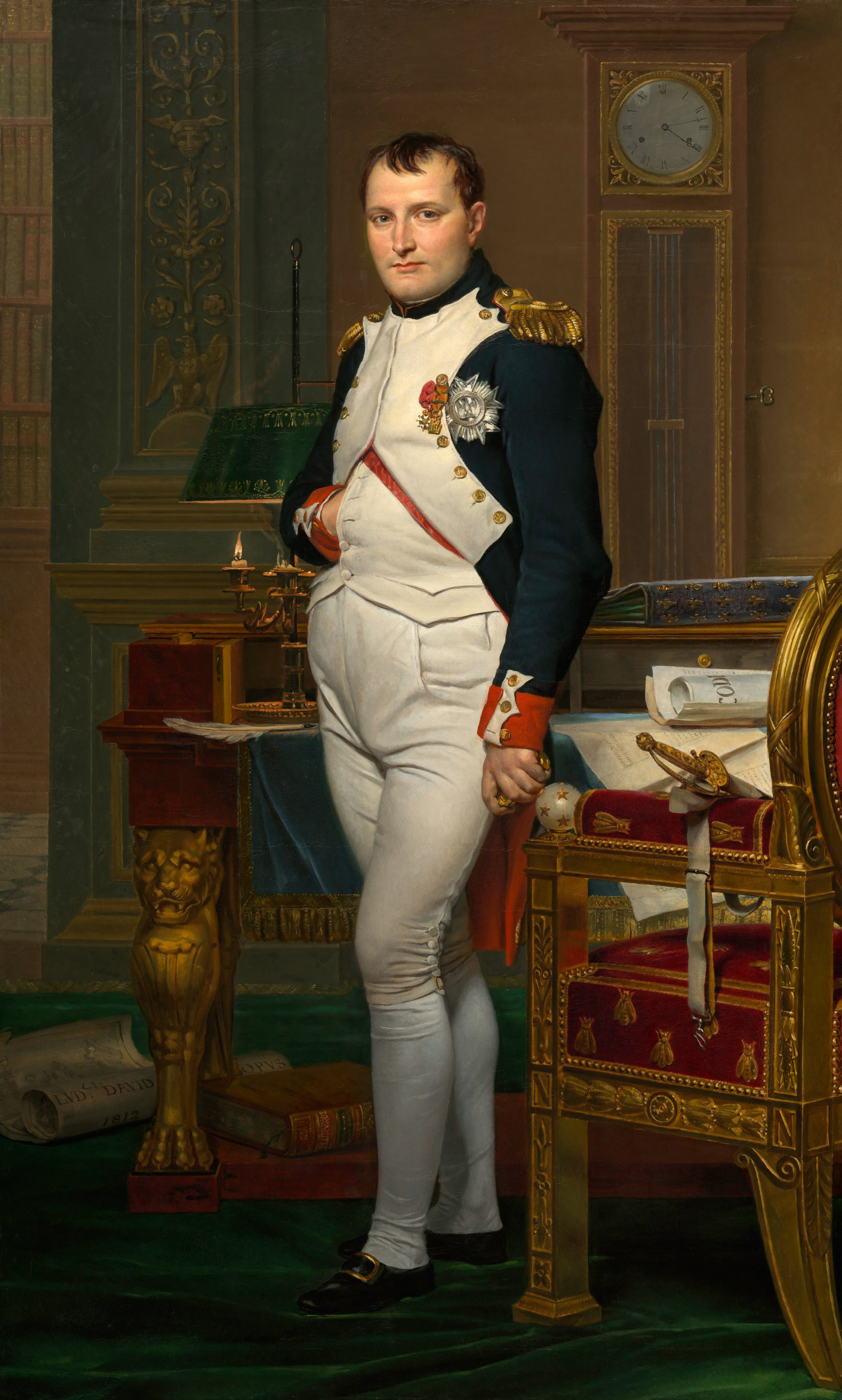
The Emperor Napoleon in His Study at the Tuileries ，1812年，华盛顿国家美术馆
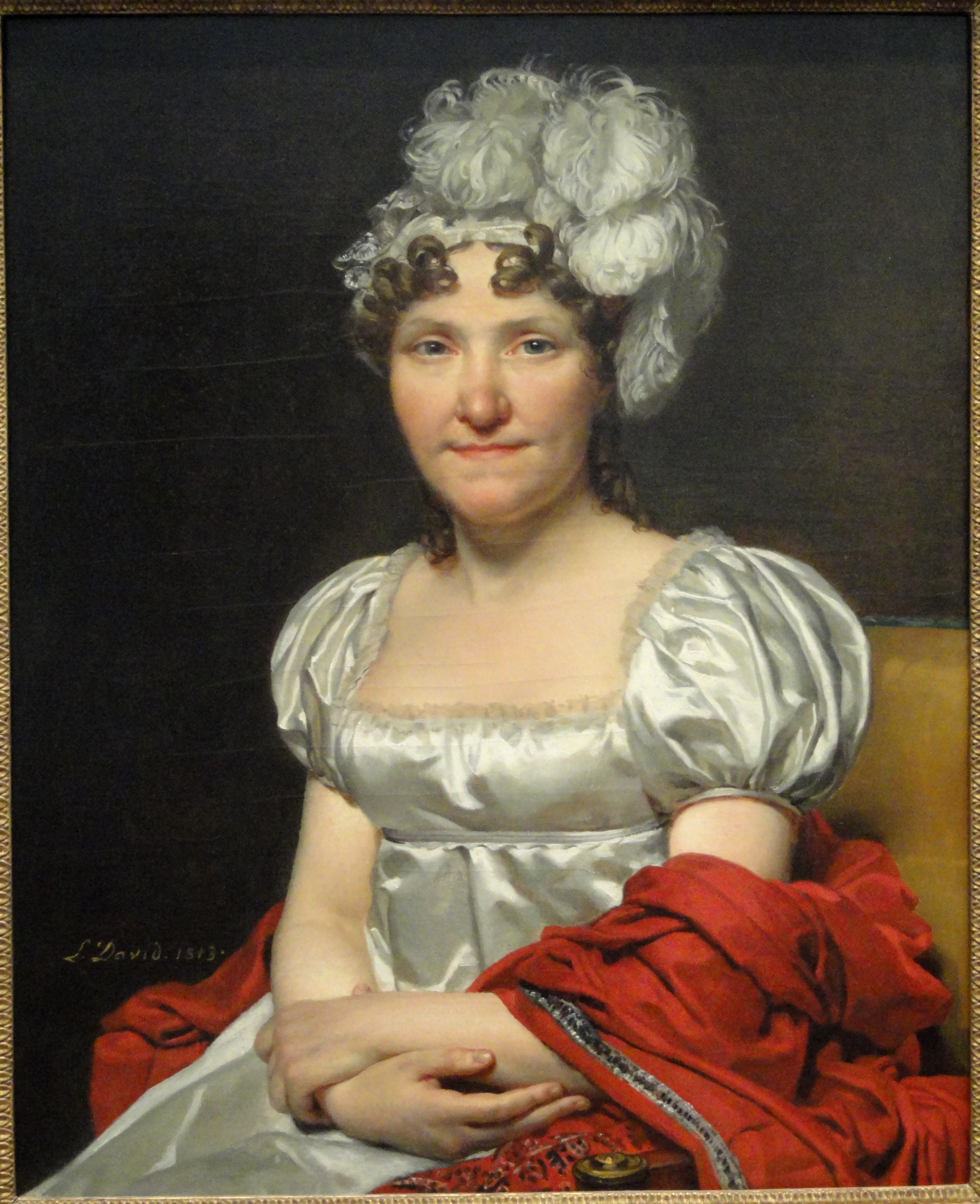
Marguerite-Charlotte David (1813)，华盛顿国家美术馆
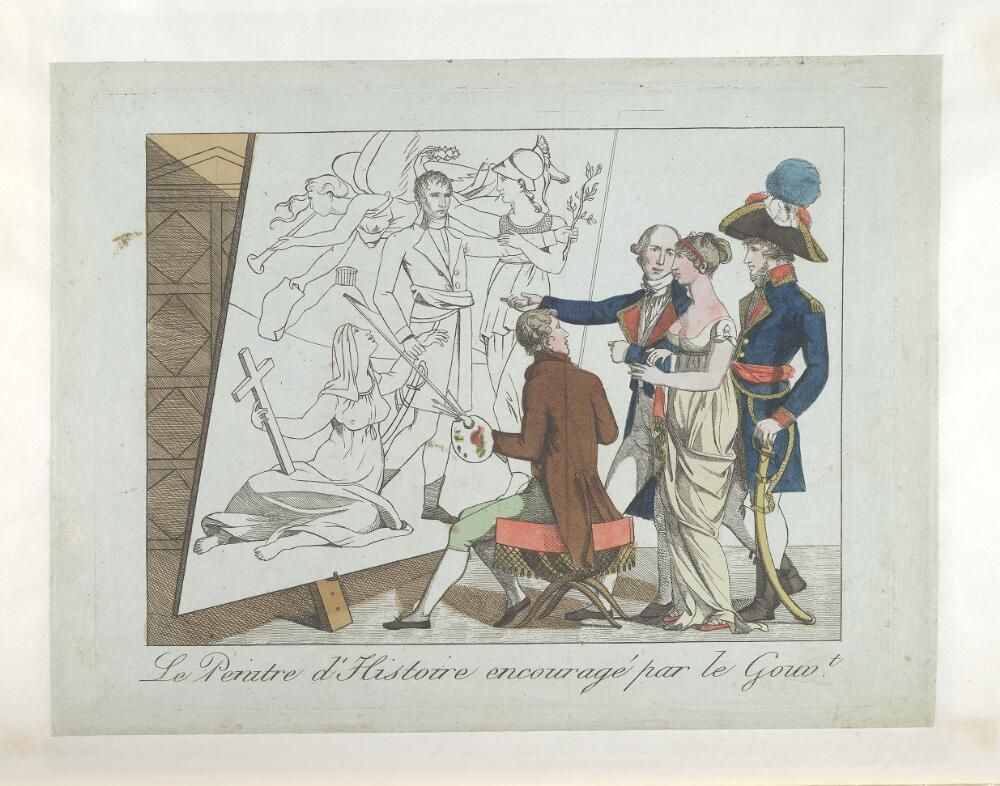
Historical painter encouraged by the government, 1814 caricature, bodleian library.
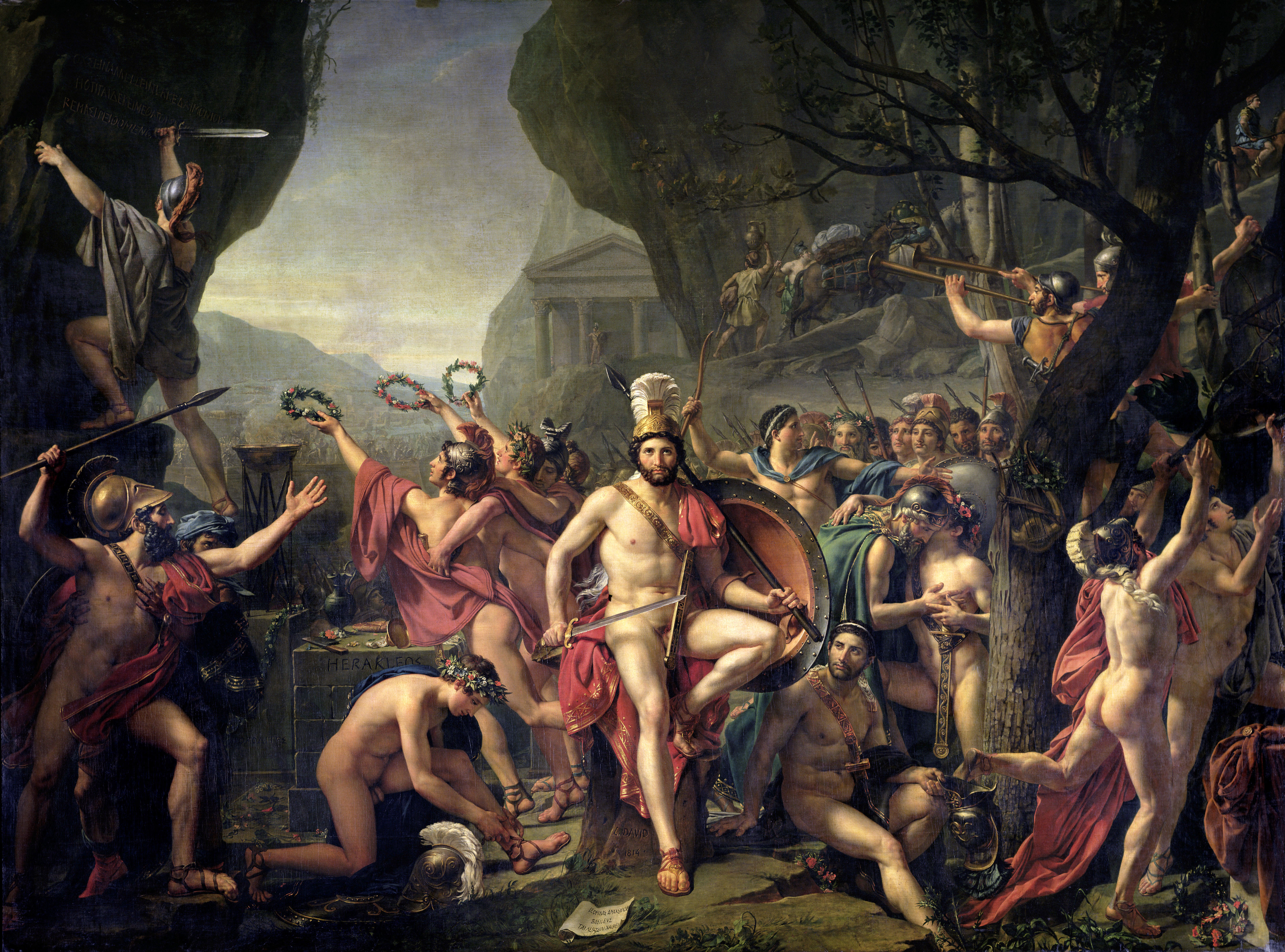
《列奥尼达在温泉关》，1814年，巴黎卢浮宫
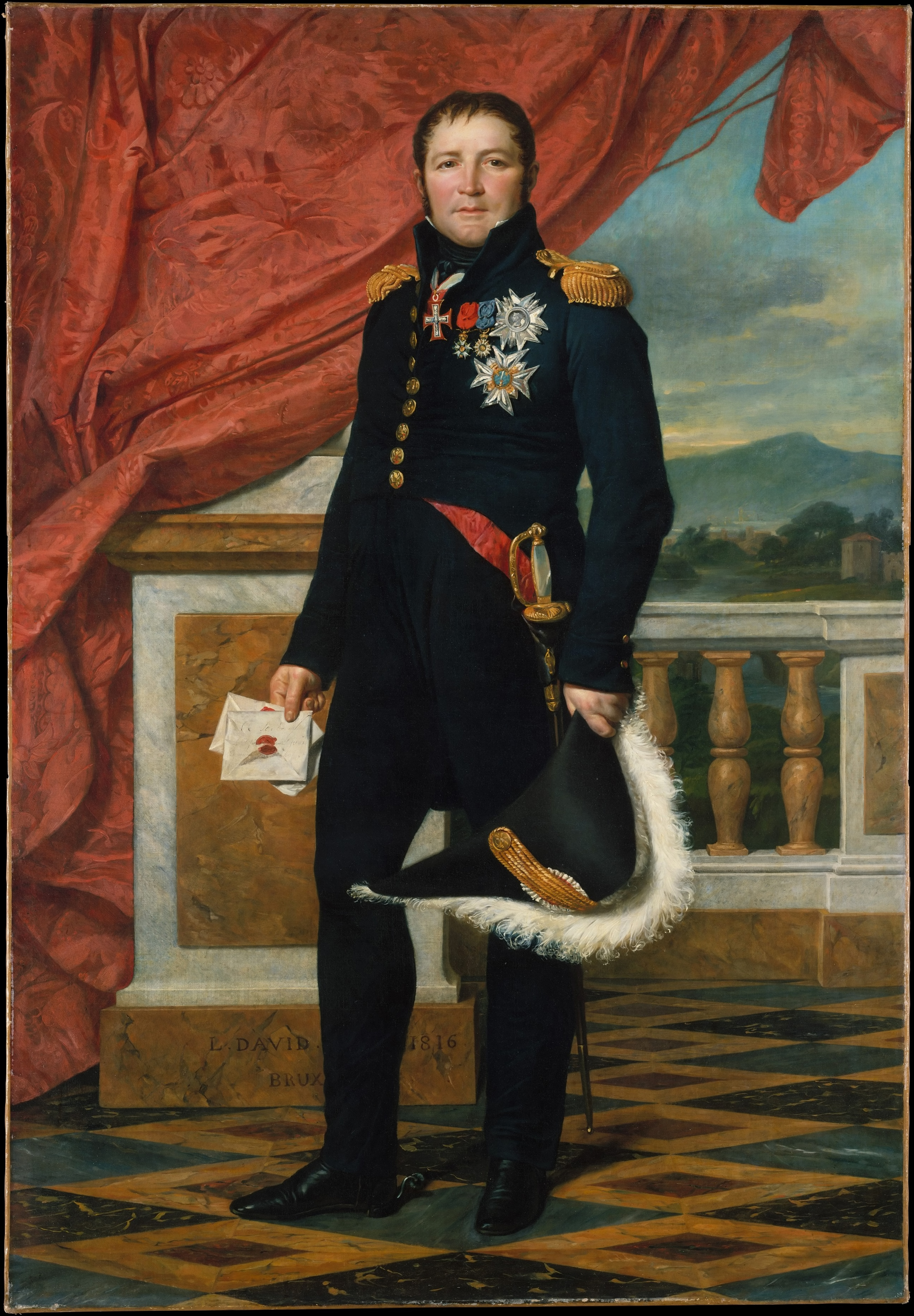
Étienne-Maurice Gérard (1816),纽约大都会美术馆
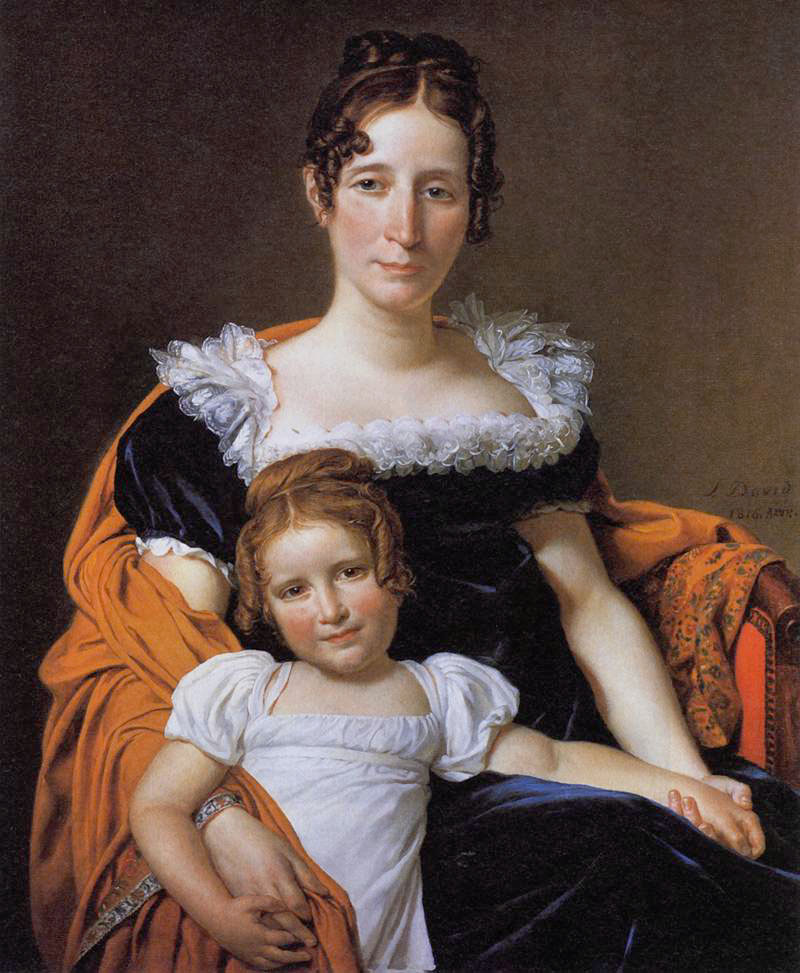
The Comtesse Vilain XIIII and Her Daughter (1816), 伦敦国家美术馆
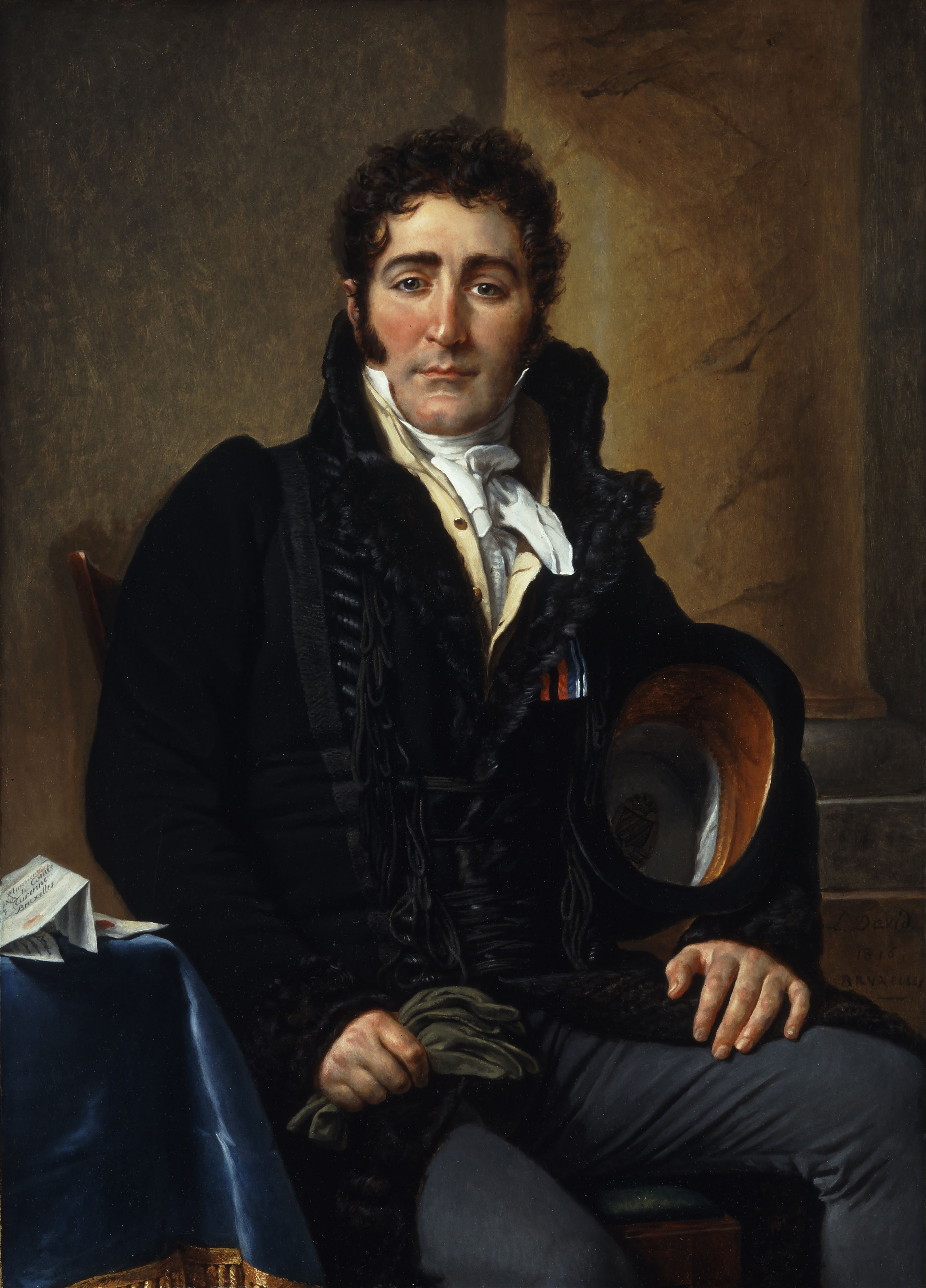
Portrait of the Comte de Turenne (1816), 哥本哈根Ny Carlsberg Glyptotek
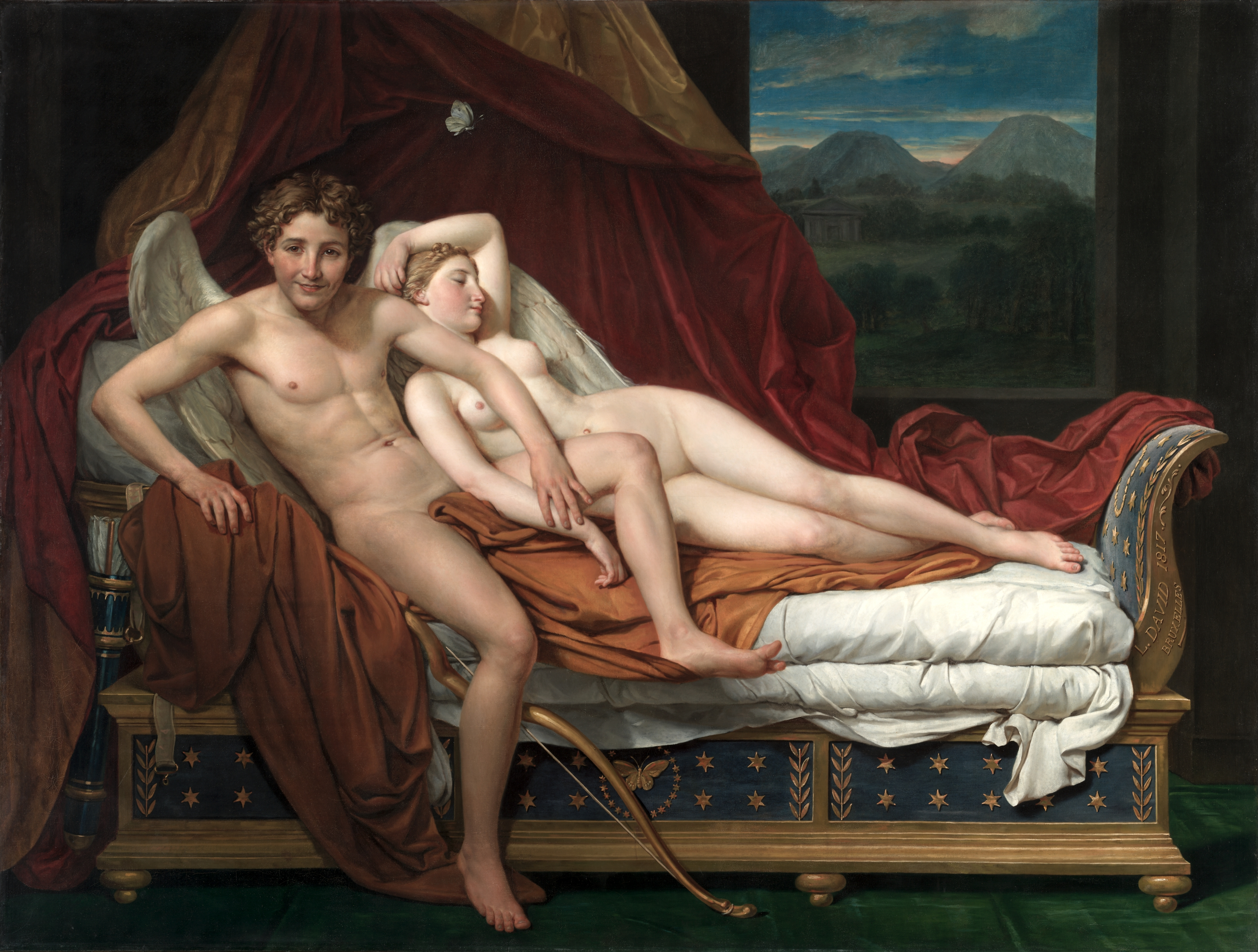
《丘比特与普塞克》，1817年，美國俄亥俄州克利夫蘭藝術博物館
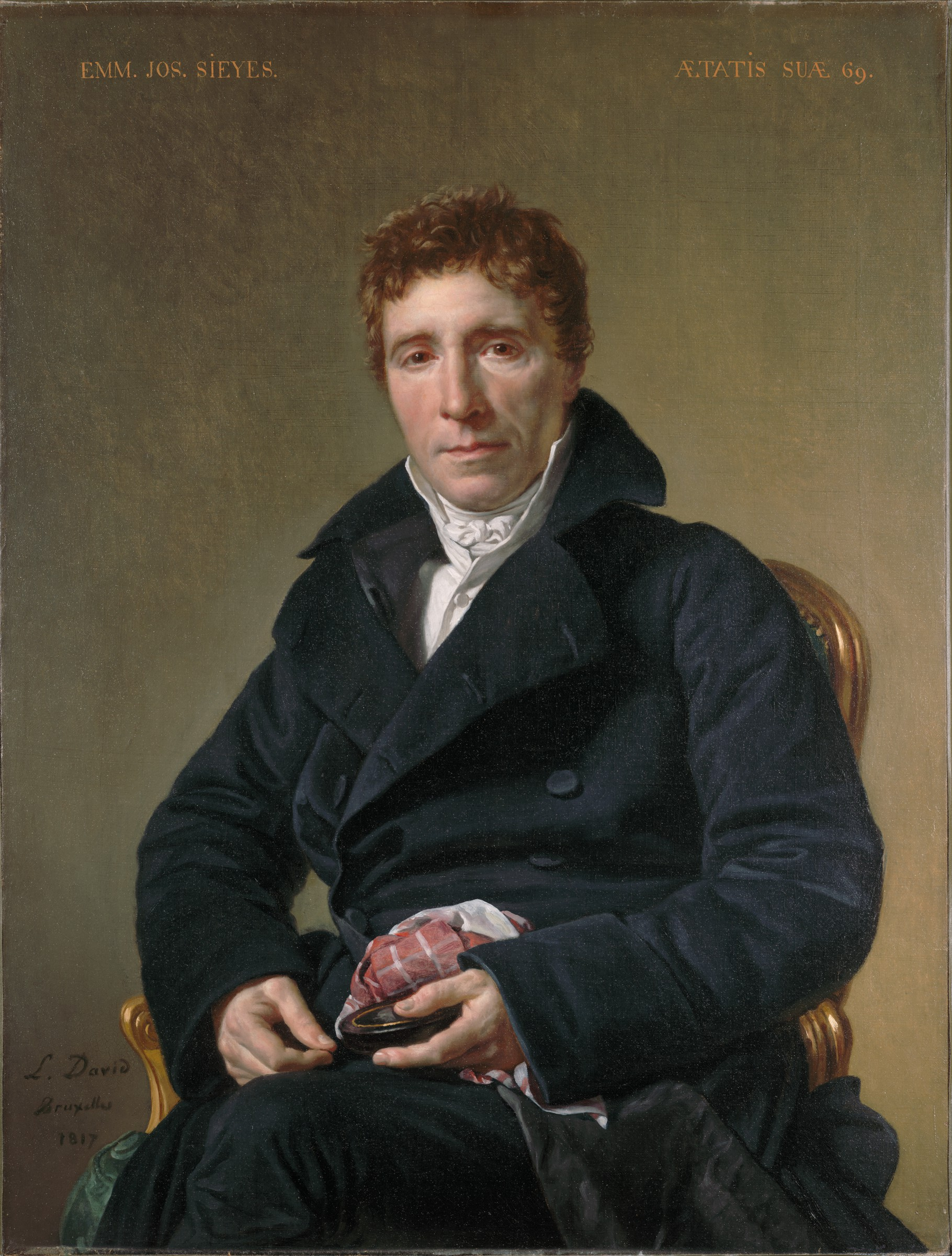
埃馬紐埃爾-約瑟夫·西哀士, 1817
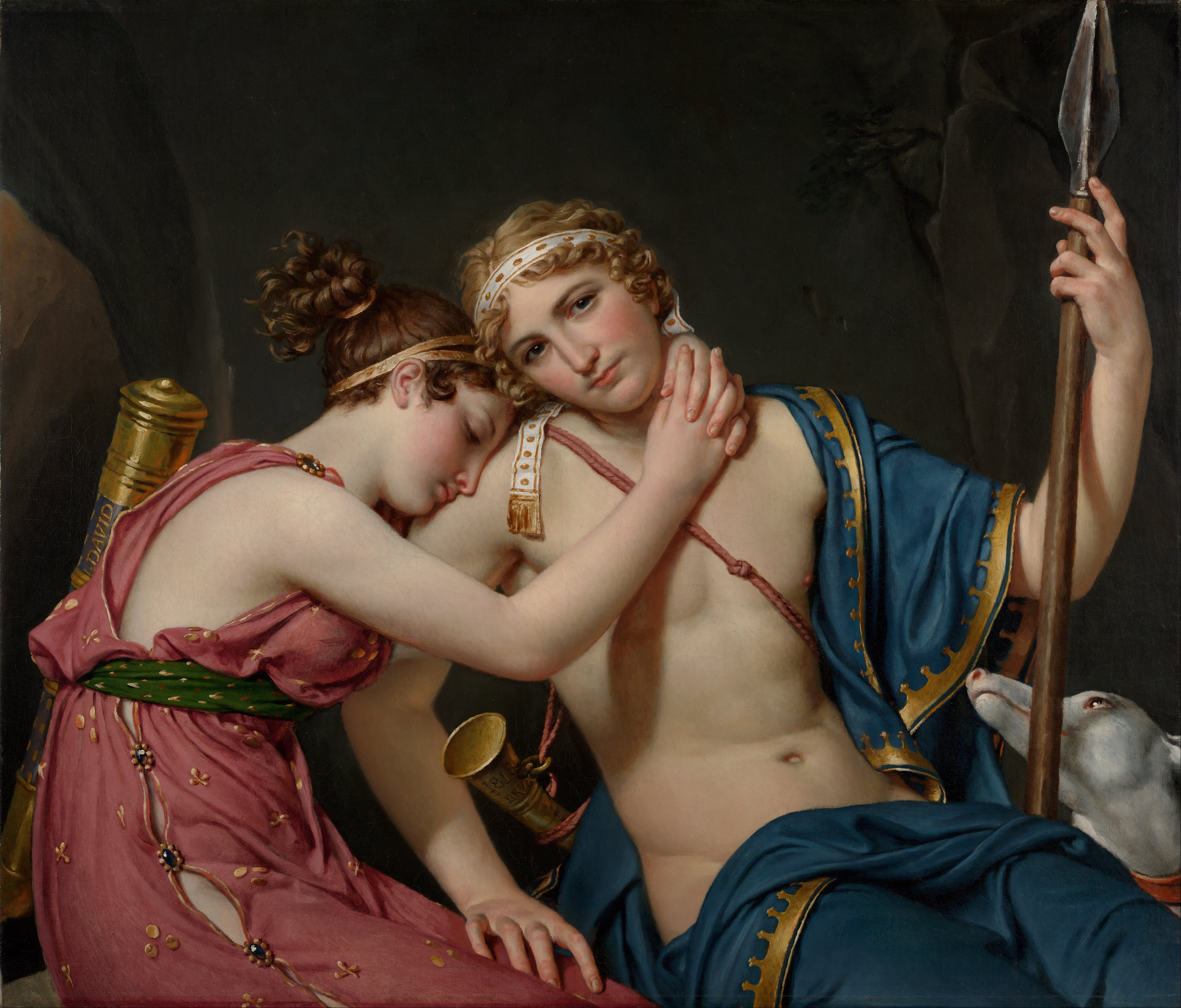
The Farewell of Telemachus and Eucharis (1818)
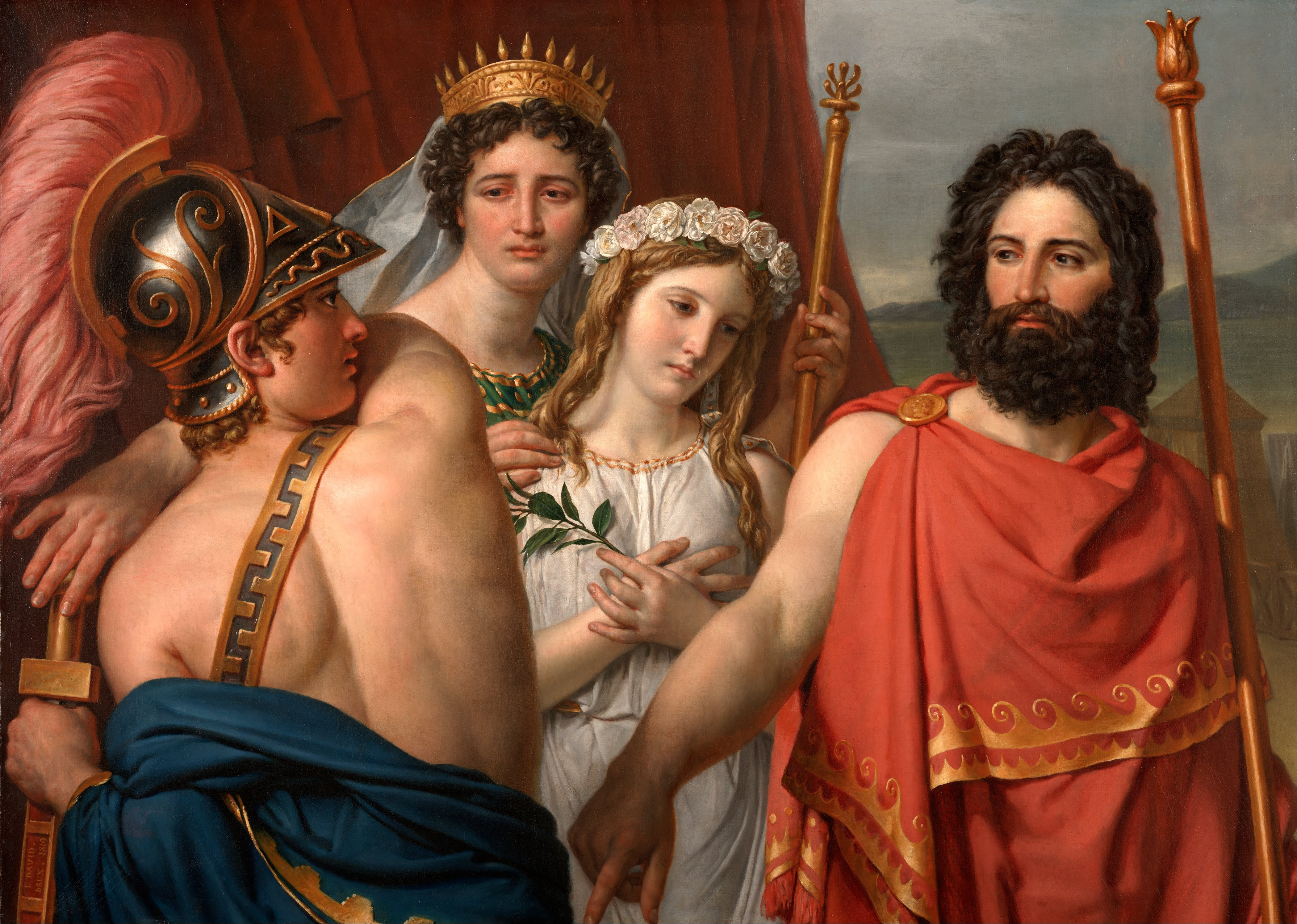
《阿喀琉斯的愤怒》，1819年，美国沃斯堡金贝尔艺术博物馆（Kimbell Art Museum）
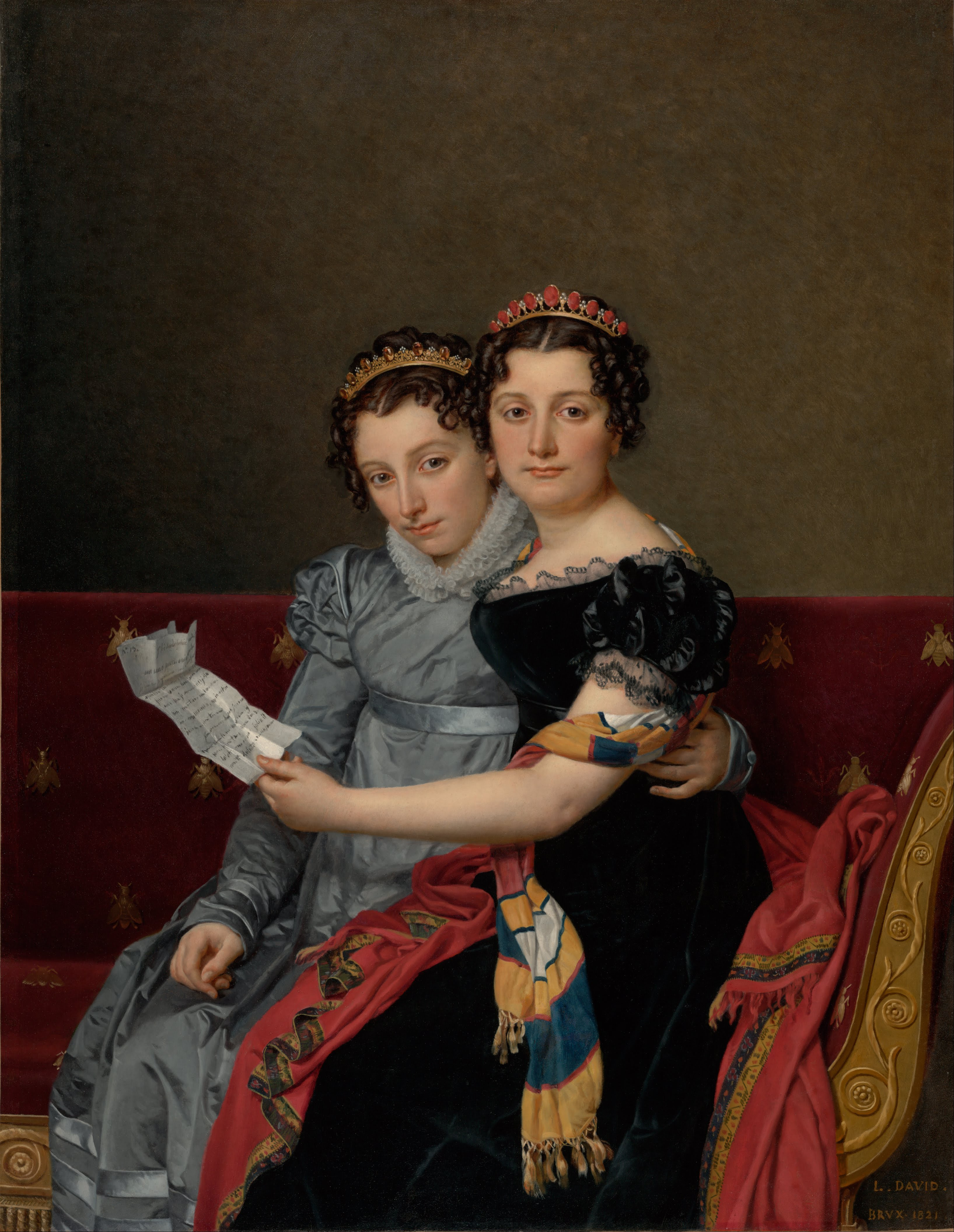
The Sisters Zénaïde and Charlotte Bonaparte (1821)
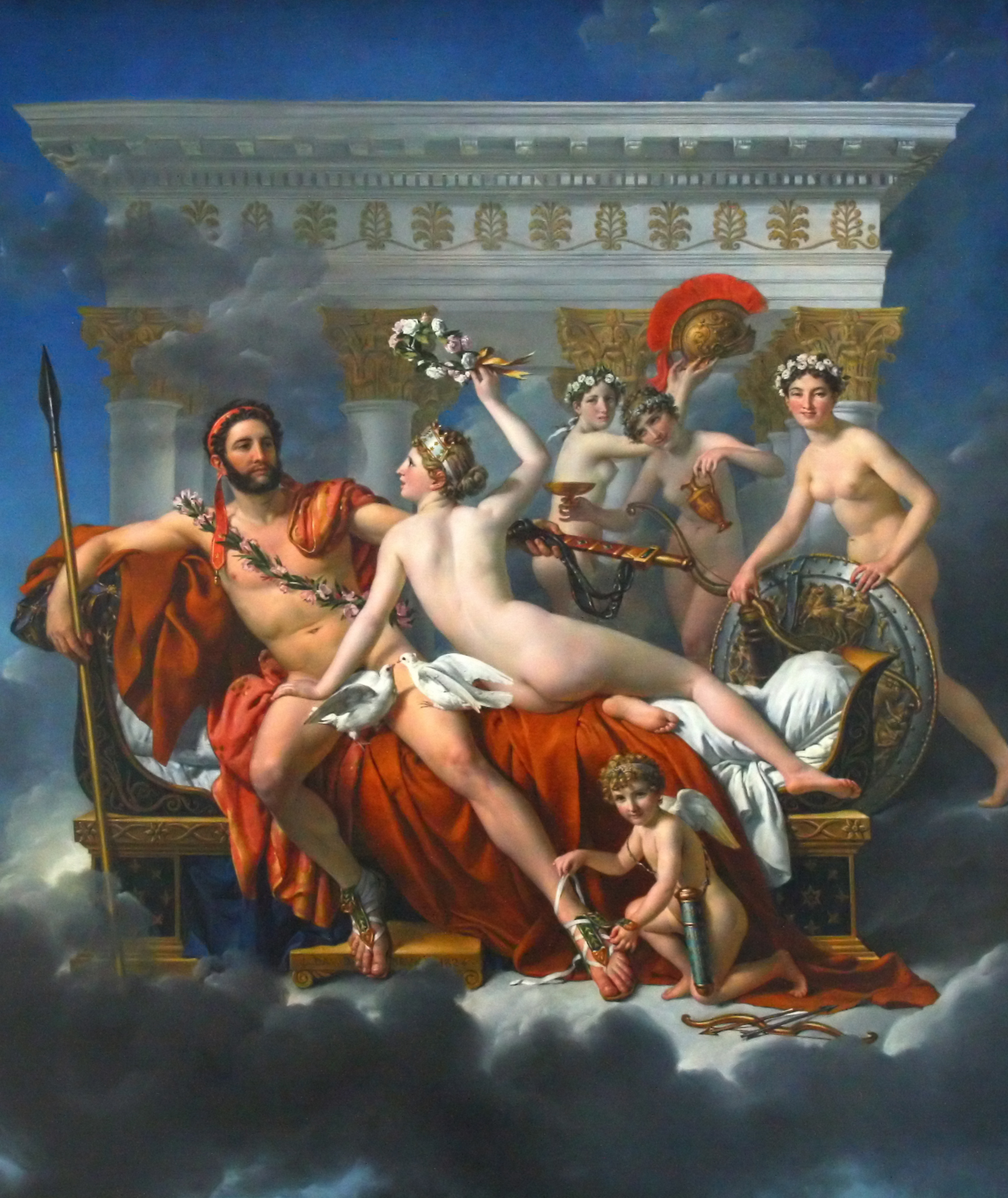
《被维纳斯解除武装的战神马尔斯》，1824年，布鲁塞尔比利时皇家美术博物馆

## 外部連結
- （英文）Artchive的大衛繪畫作品 （页面存档备份，存于）